# Porta

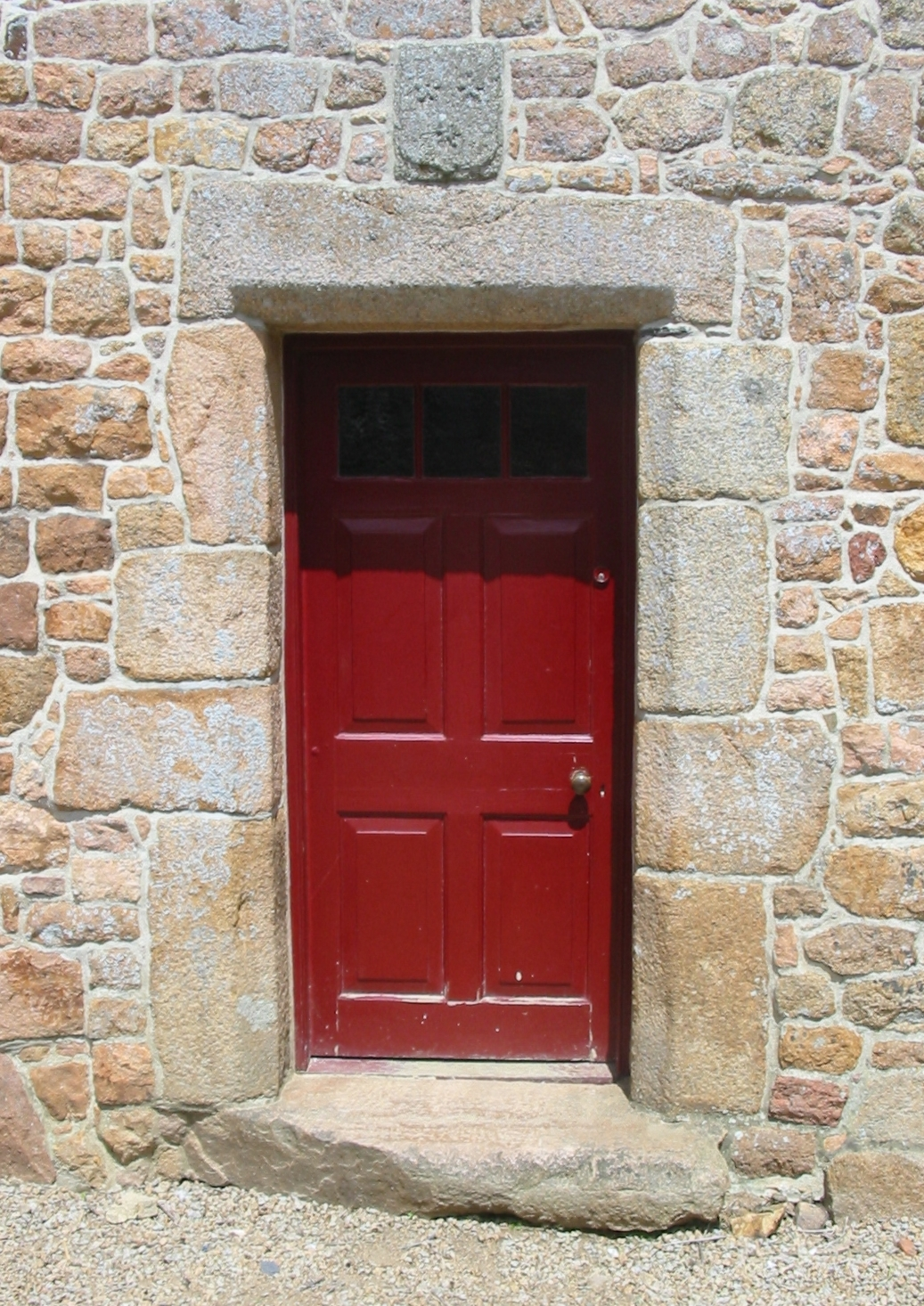
Porta

Uma porta é uma barreira com dobradiças ou de outra forma móvel que permite a entrada (ingresso) e a saída (egresso) de um recinto. A abertura criada na parede é uma entrada ou portal. O propósito essencial e primário de uma porta é proporcionar segurança ao controlar o acesso à entrada (portal). Por convenção, trata-se de um painel que se encaixa na entrada de um edifício, sala ou veículo. As portas são geralmente feitas de material adequado à sua função. Comumente são fixadas por dobradiças, mas podem se mover por outros meios, como deslizamento ou contrapeso. A porta pode se mover de várias maneiras (em ângulos para longe da entrada/portal, deslizando em um plano paralelo ao batente, dobrando-se em ângulos em um plano paralelo ou girando ao longo de um eixo no centro do batente) para permitir ou impedir a entrada ou saída. Na maioria dos casos, o interior de uma porta corresponde ao seu exterior. Mas em outros casos (por exemplo, uma porta de veículo), os dois lados são radicalmente diferentes. Muitas portas incorporam mecanismos de fechamento para garantir que apenas algumas pessoas possam abri-las (como com uma chave). As portas podem ter dispositivos como aldrabas ou campainhas pelos quais as pessoas do lado de fora anunciam sua presença. Além de fornecer acesso para entrar e sair de um espaço, as portas podem ter funções secundárias de garantir privacidade, evitando atenção indesejada de estranhos, separando áreas com funções diferentes, permitindo a passagem de luz para dentro e para fora de um espaço, controlando a ventilação ou correntes de ar para que os interiores possam ser aquecidos ou resfriados de forma mais eficaz, abafando ruído e bloqueando a propagação do fogo. As portas podem ter propósitos estéticos, simbólicos e ritualísticos. Receber a chave de uma porta pode significar uma mudança de status de forasteiro para membro. Portas e entradas frequentemente aparecem na literatura e nas artes com importância metafórica ou alegórica como um presságio de mudança.

## História
As portas mais antigas registradas aparecem nas pinturas de tumbas egípcias, que as mostram como portas simples ou duplas, cada uma feita de uma única peça de madeira. As pessoas podem ter acreditado que essas eram portas para o além, e algumas incluem desenhos do além. No Egito, onde o clima é extremamente seco, as portas não eram estruturadas contra empenamento, mas em outros países requeriam-se portas estruturadas — que, de acordo com Vitrúvio (iv. 6.), eram feitas com montantes (sea/si) e travessas (veja: Estrutura e painel), com os painéis fechados preenchidos com tímpanos encaixados em ranhuras nos montantes e travessas. Os montantes eram as tábuas verticais, uma das quais, entalhada ou com dobradiças, é conhecida como o montante de suspensão, e a outra como o montante central ou de encontro. As peças horizontais cruzadas são a travessa superior, a travessa inferior e as travessas médias ou intermediárias. As portas mais antigas eram feitas de madeira, como aquelas mencionadas na descrição bíblica do templo do Rei Salomão, sendo em madeira de oliveira (I Reis vi. 31-35), que foram esculpidas e revestidas com ouro. As portas que Homero menciona parecem ter sido revestidas de prata ou bronze. Além da madeira de oliveira, olmo, cedro, carvalho e cipreste foram utilizados. Duas portas com mais de 5 000 anos foram encontradas por arqueólogos perto de Zurique, Suíça.
As portas antigas eram penduradas por pinos na parte superior e inferior do montante de suspensão, que funcionavam em encaixes na verga e na soleira, esta última em alguma pedra dura como basalto ou granito. Aquelas que Hilprecht encontrou em Nippur, datadas de 2000 a.C., eram de dolerito. Os espigões dos portões de Balawat foram revestidos de bronze (agora no Museu Britânico). Estes portões eram pendurados em duas folhas, cada uma com cerca de 2,54 m (100 pol) de largura e 8,2 m (27 pé) de altura; eram revestidos com faixas ou tiras de bronze, com 25,4 cm (10,0 pol) de altura, cobertas com decoração em repuxado de figuras. As portas de madeira pareciam ter cerca de 7,62 cm (3,00 pol) de espessura, mas o montante de suspensão tinha mais de 360 milímetros (14 pol) de diâmetro. Outros revestimentos de vários tamanhos em bronze mostram que este era um método universal adotado para proteger os pivôs de madeira. No Hauran, na Síria, onde a madeira é escassa, as portas eram feitas de pedra, e uma medindo 1,63 por 0,79 m (64 por 31 pol) está no Museu Britânico; a faixa no montante de encontro mostra que era uma das folhas de uma porta dupla. Em Kuffeir, perto de Bostra, na Síria, Burckhardt encontrou portas de pedra com 2,74 a 3,048 m (8,99 a 10,00 pés) de altura, sendo as portas de entrada da cidade. Na Etrúria, muitas portas de pedra são mencionadas por Dennis.

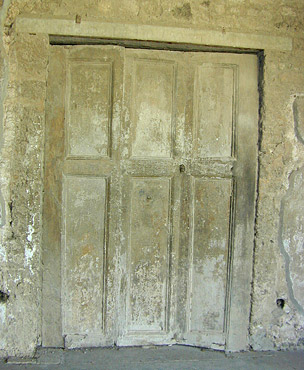
Portas dobráveis romanas em Pompeia, do primeiro século d.C., semelhantes às portas neoclássicas do século XIX

As antigas portas gregas e romanas eram portas simples, portas duplas, portas triplas, portas de correr ou portas dobráveis; no último caso, as folhas eram articuladas e dobradas para trás. No túmulo de Theron em Agrigento, há uma única porta de quatro painéis esculpida em pedra. Na coleção Blundell, há um baixo-relevo de um templo com portas duplas, cada folha com cinco painéis. Entre os exemplos existentes, as portas de bronze na igreja de São Cosme e Damião, em Roma, são importantes exemplos de metalurgia romana do melhor período; são em duas folhas, cada uma com dois painéis, e são emolduradas em bronze. As do Panteão são semelhantes em design, com painéis horizontais estreitos adicionais, na parte superior, inferior e média. Outras duas portas de bronze do período romano estão na Basílica de Latrão.
O estudioso grego Heron de Alexandria criou a primeira porta automática conhecida no primeiro século d.C. durante a era do Egito Romano. A primeira porta automática ativada por sensor de pé foi feita na China durante o reinado do Imperador Yang de Sui (r. 604-618), que mandou instalar uma para sua biblioteca real. Portões movidos a água apareceram em ilustrações dos autômatos do inventor árabe Al-Jazari.
O cobre e suas ligas foram integrais na arquitetura medieval. As portas da igreja da Natividade em Belém (século VI) são cobertas com placas de bronze, recortadas em padrões. As da Hagia Sophia em Constantinopla, dos séculos VIII e IX, são trabalhadas em bronze, e as portas ocidentais da catedral de Aix-la-Chapelle (século IX) de fabricação semelhante, foram provavelmente trazidas de Constantinopla, assim como algumas da Basílica de São Marcos, Veneza. As portas de bronze da Catedral de Aachen na Alemanha datam de aproximadamente 800 d.C. As portas de bronze do batistério da Catedral de Florença foram concluídas em 1423 por Ghiberti. (Para mais informações, veja: Cobre na arquitetura).

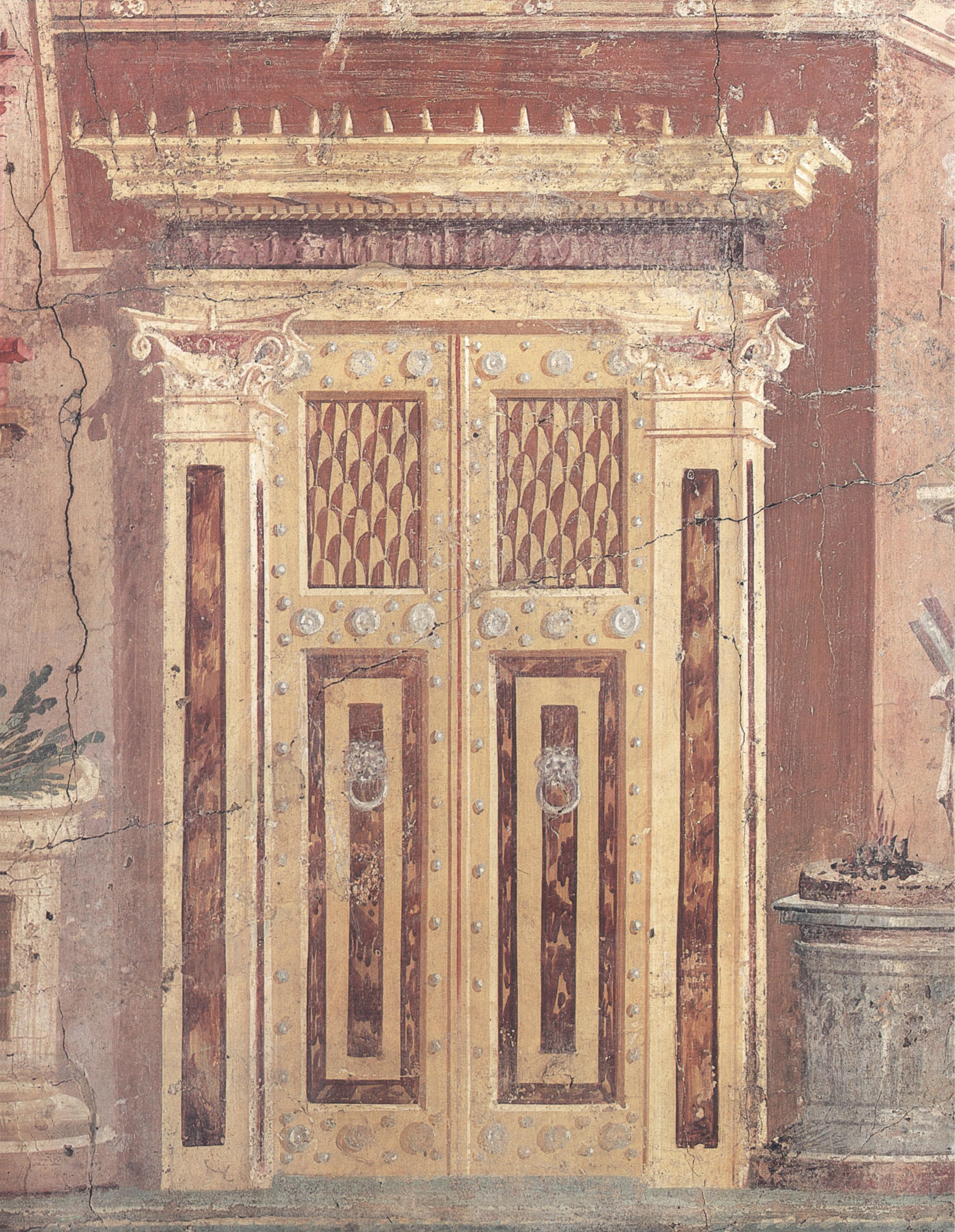
Pintura de parede romana de uma porta ornamentada, na Villa Boscoreale (Itália), do primeiro século d.C.

Dos séculos XI e XII existem numerosos exemplos de portas de bronze, sendo a mais antiga uma em Hildesheim, Alemanha (1015). O design de Hildesheim influenciou o conceito da porta de Gniezno na Polônia. Das outras no sul da Itália e Sicília, as seguintes são as mais refinadas: em Sant'Andrea, Amalfi (1060); Salerno (1099); Canosa di Puglia (1111); Troia, duas portas (1119 e 1124); Ravello (1179), por Barisano de Trani, que também fez portas para a catedral de Trani; e nas catedrais de Monreale e Pisa, por Bonano de Pisa. Em todos esses casos, o montante de suspensão tinha pivôs na parte superior e inferior. O período exato em que o construtor mudou para a dobradiça é desconhecido, mas a mudança aparentemente trouxe outro método de reforçar e decorar portas — bandas de ferro forjado de vários designs. Como regra, três bandas com trabalho ornamental constituem as dobradiças, com anéis do lado de fora dos montantes de suspensão que se encaixam em espigões verticais fixados na alvenaria ou no batente de madeira. Há um exemplo inicial do século XII em Lincoln. Na França, o trabalho em metal das portas de Notre Dame em Paris é um belo exemplo, mas muitos outros existem por toda a França e Inglaterra.
Na Itália, entre as portas celebradas estão as do Batistério de São João (Florença), que são todas em bronze — incluindo os batentes. A modelagem das figuras, pássaros e folhagens da porta sul, por Andrea Pisano (1330), e da porta leste por Ghiberti (1425-1452), são de grande beleza. Na porta norte (1402-1424), Ghiberti adotou o mesmo esquema de design para os painéis e temas figurativos que Andrea Pisano, mas na porta leste, os painéis retangulares são todos preenchidos com baixos-relevos que ilustram temas bíblicos e inúmeras figuras. Estas podem ser as portas do Paraíso das quais Michelangelo fala.
As portas das mesquitas no Cairo eram de dois tipos: aquelas externamente revestidas com folhas de bronze ou ferro, cortadas em padrões decorativos e gravadas ou incrustadas, com relevos em alto-relevo; e aquelas de madeira emolduradas com designs entrelaçados quadrados e em forma de diamante. Este último design é de origem copta. As portas do palácio em Palermo, que foram feitas por artesãos sarracenos para os normandos, são ótimos exemplos em bom estado de conservação. Uma classe decorativa algo semelhante de porta é encontrada em Verona, onde as bordas dos montantes e travessas são chanfradas e entalhadas.

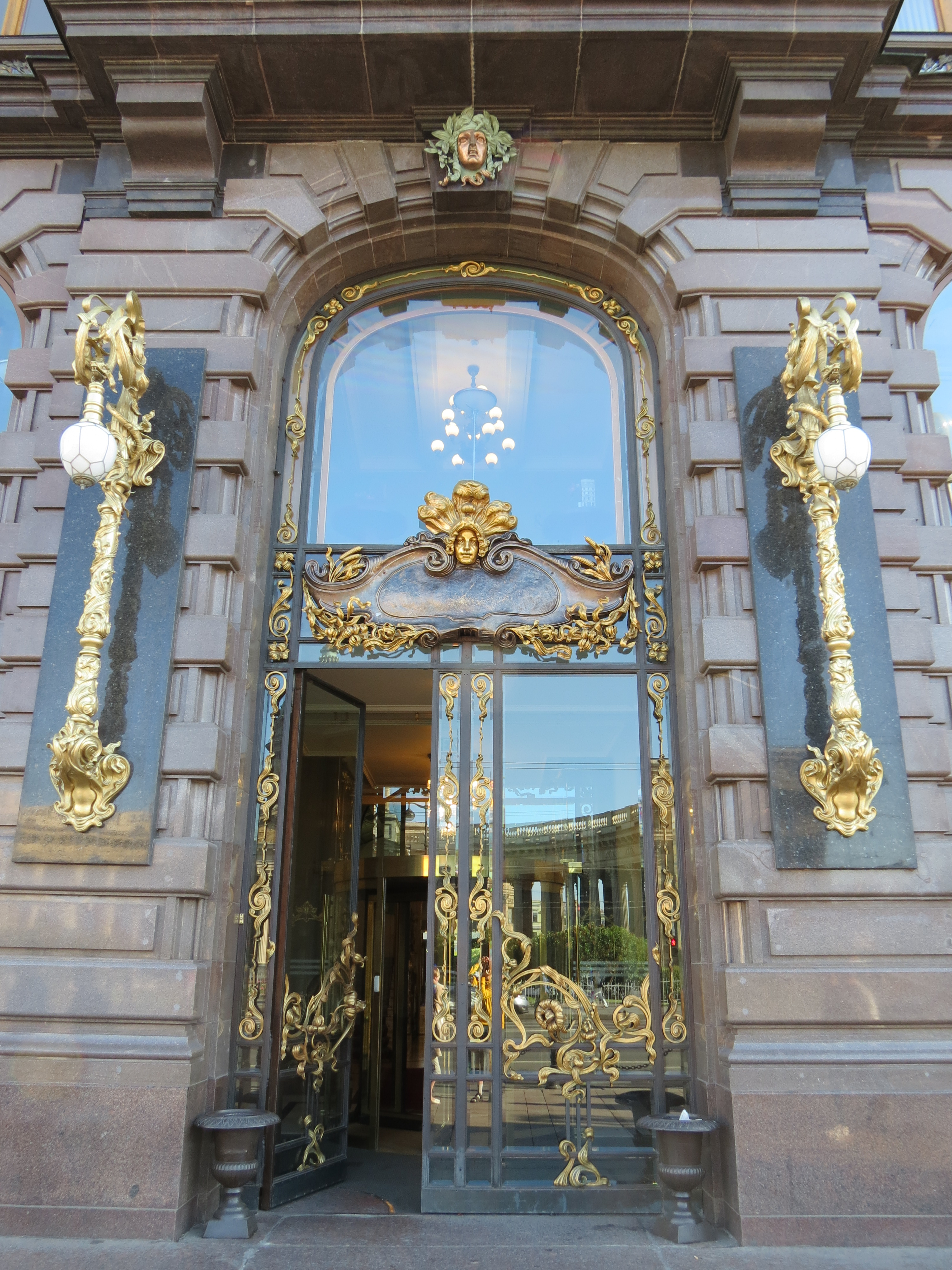
Porta de vidro decorada com elementos Art Nouveau, da Casa Singer (São Petersburgo, Rússia)

No período do Renascimento, as portas italianas são bastante simples, seus arquitetos confiando mais nas entradas para obter efeito; mas na França e na Alemanha ocorre o contrário, as portas sendo elaboradamente esculpidas, especialmente nos períodos Luís XIV e Luís XV, e às vezes com elementos arquitetônicos como colunas e entablamentos com frontões e nichos, com a entrada em alvenaria simples. Enquanto na Itália a tendência era dar escala aumentando o número de painéis, na França parece ter sido a regra contrária; e uma das grandes portas em Fontainebleau, que é em duas folhas, é inteiramente executada como se consistisse em apenas um grande painel. As primeiras portas do Renascimento na França são as da catedral de St. Sauveur em Aix (1503). Nos painéis inferiores há figuras de 3 pé (0,91 m) de altura em nichos góticos, e nos painéis superiores uma fileira dupla de nichos com figuras de cerca de 2 pé (0,61 m) de altura com dosséis sobre elas, todas esculpidas em cedro. A porta sul da Catedral de Beauvais é, em alguns aspectos, a mais refinada da França; os painéis superiores são esculpidos em alto-relevo com temas figurativos e dosséis sobre eles. As portas da igreja em Gisors (1575) são esculpidas com figuras em nichos subdivididos por pilastras clássicas sobrepostas. Em St. Maclou em Rouen, há três portas magnificamente esculpidas; aquelas de Jean Goujon têm figuras em nichos de cada lado e outras em um grupo de grande beleza no centro. As outras portas, provavelmente de quarenta a cinquenta anos depois, são enriquecidas com baixos-relevos, paisagens, figuras e elaboradas bordas entrelaçadas. O Edifício de Montagem de Veículos da NASA no Centro Espacial Kennedy contém as quatro maiores portas. O Edifício de Montagem de Veículos foi originalmente construído para a montagem dos veículos Saturno das missões do programa Apollo e depois foi usado para apoiar as operações do Ônibus Espacial. Cada uma das quatro portas tem 139
 metros (460 pés) de altura. A porta mais antiga da Inglaterra pode ser encontrada na Abadia de Westminster e data de 1050. Na Inglaterra, no século XVII, os painéis das portas eram elevados com molduras bolection ou salientes, às vezes ricamente esculpidas, ao redor deles; no século XVIII, as molduras trabalhadas nos montantes e travessas eram esculpidas com o ornamento de ovo e dardo.

Breve história visual das portas
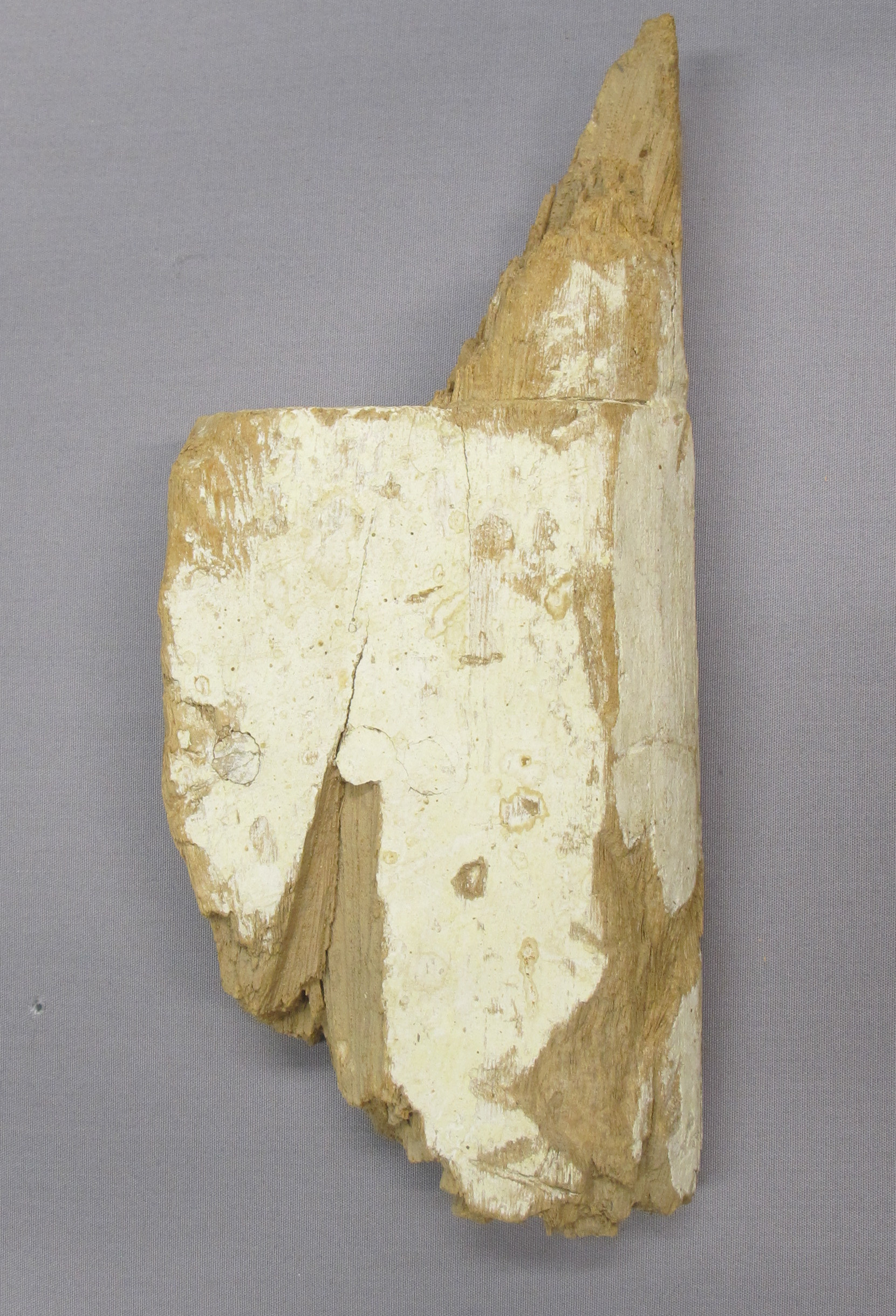
Fragmento de uma porta de tumba do Antigo Egito, cerca de 2150-1981 a.C., no Metropolitan Museum of Art (Cidade de Nova York)
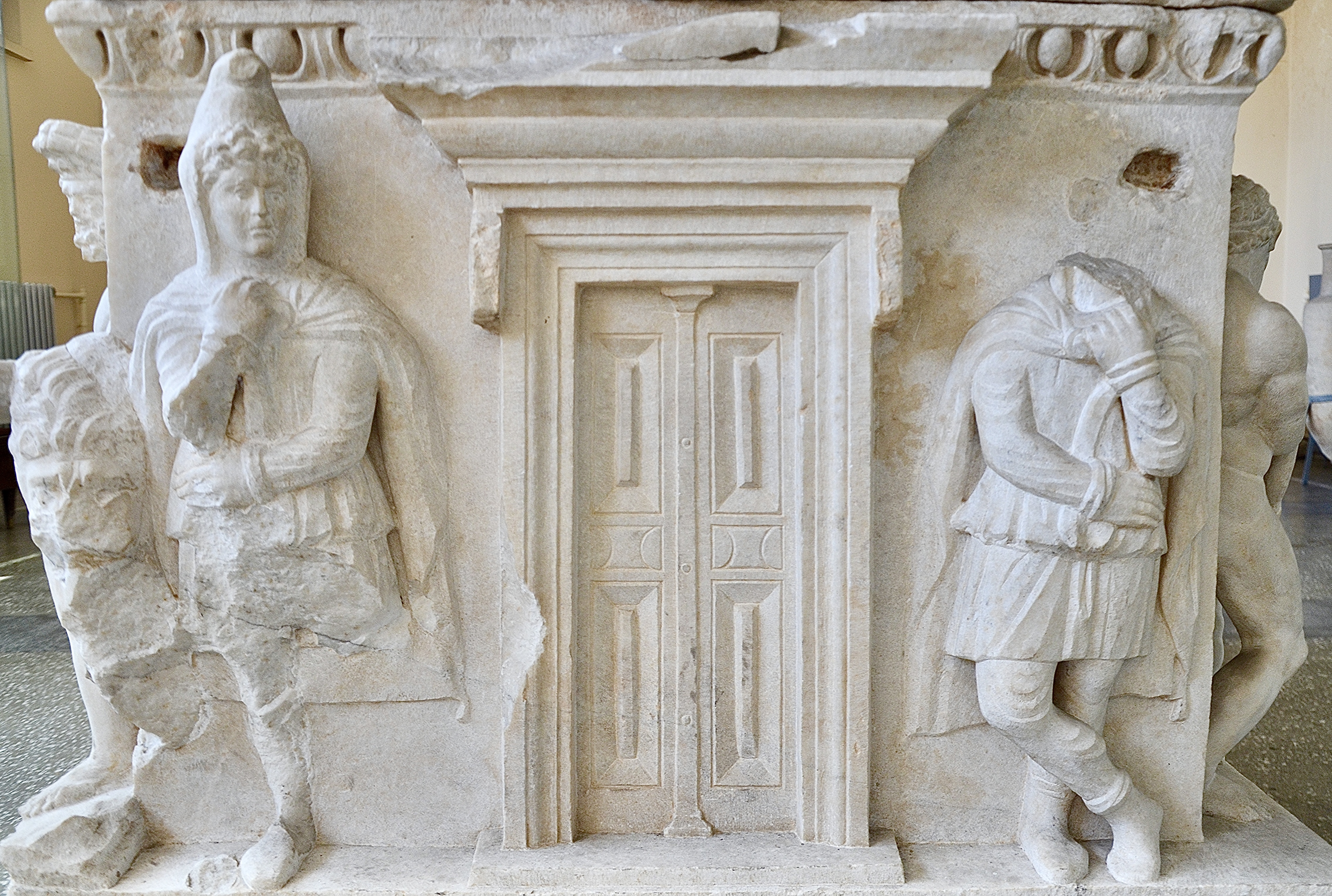
Porta grega antiga esculpida no sarcófago de Hércules do Museu Arqueológico de Kayseri (Kayseri, Turquia)
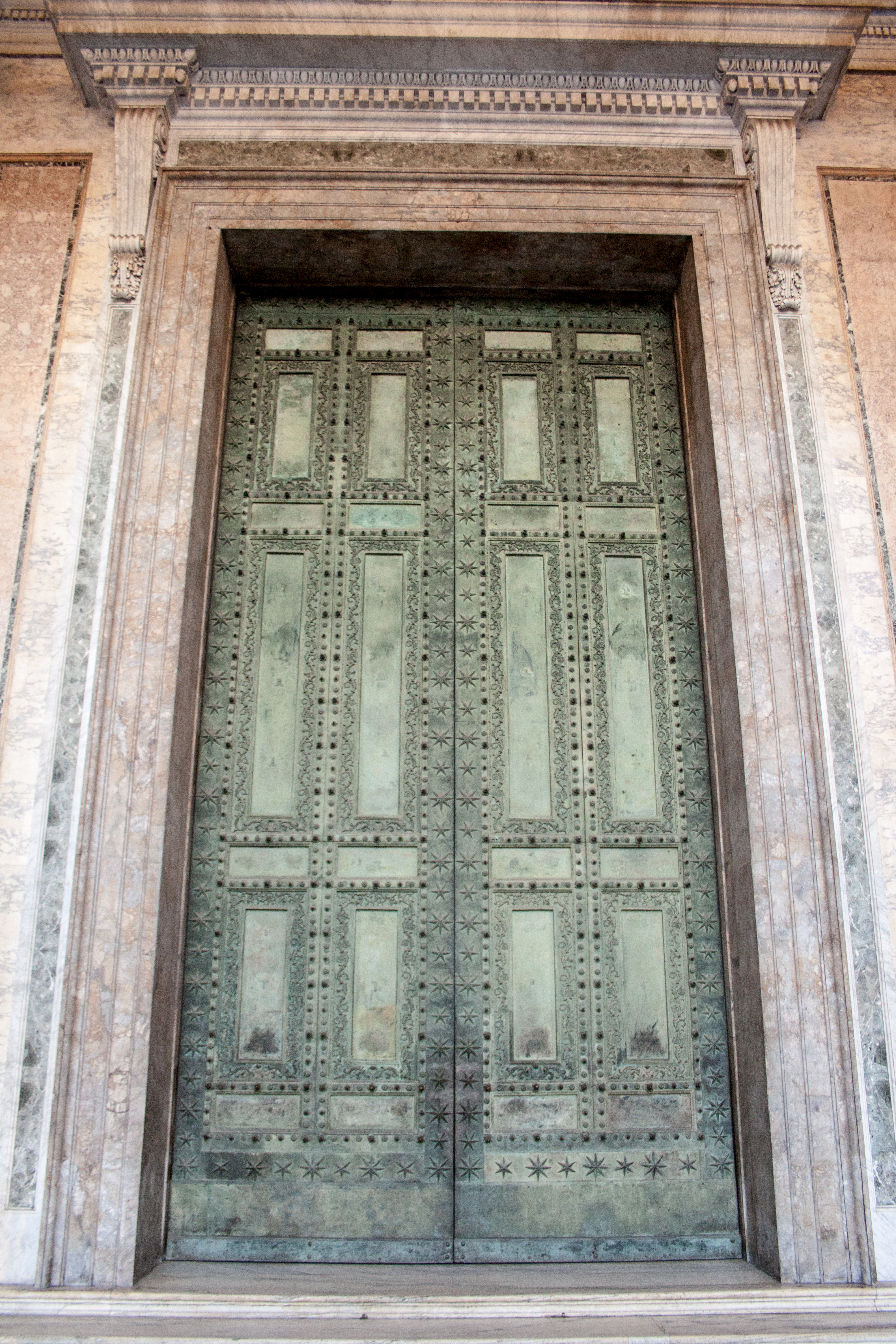
Portas de bronze romana antiga da Cúria Júlia, agora na Basílica de São João de Latrão (Roma)
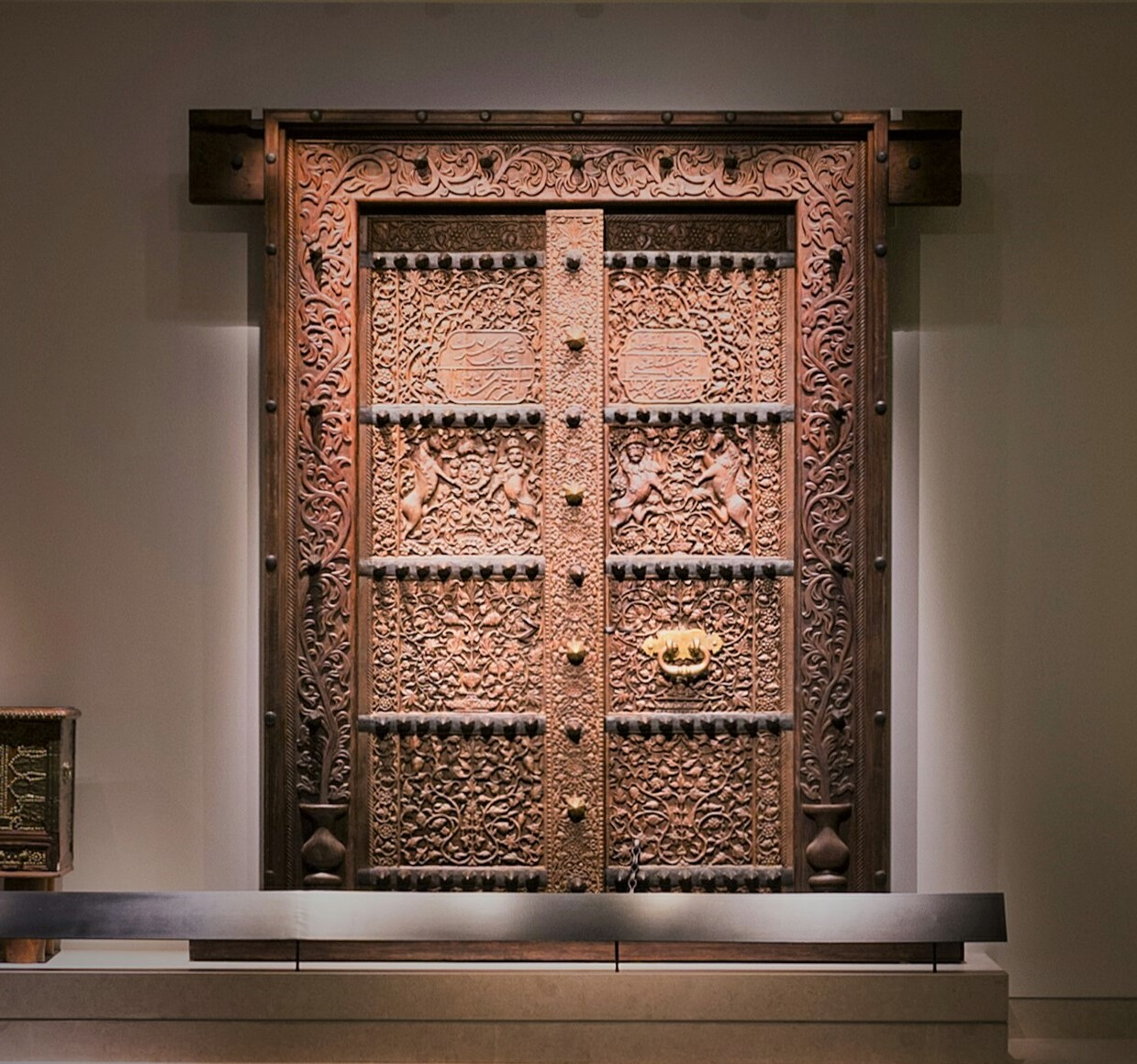
Porta indiana mogol de madeira de teca e latão
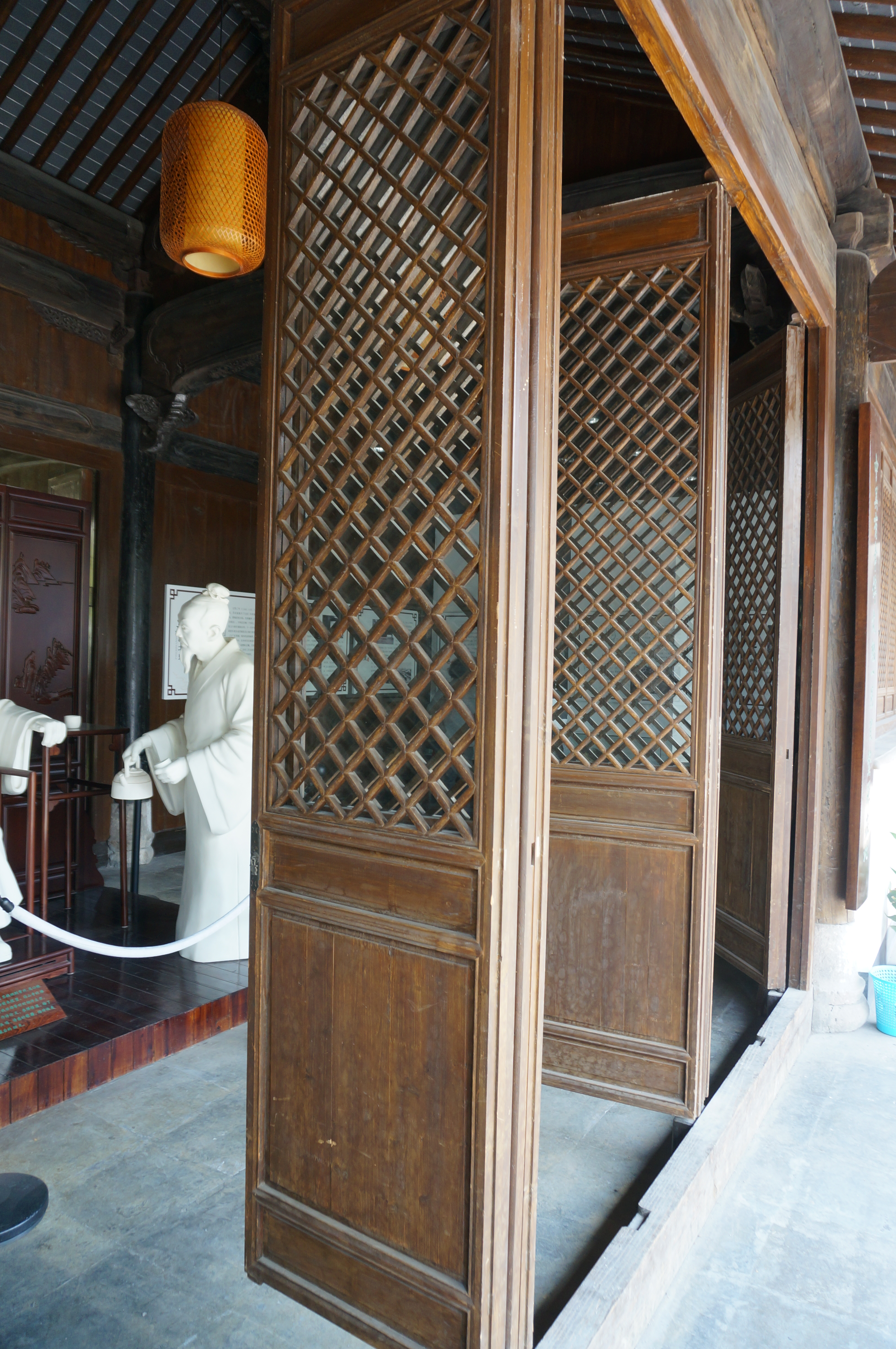
Portas dobráveis tradicionais chinesas no Antigo Museu de Glicínia (Changzhou, China)
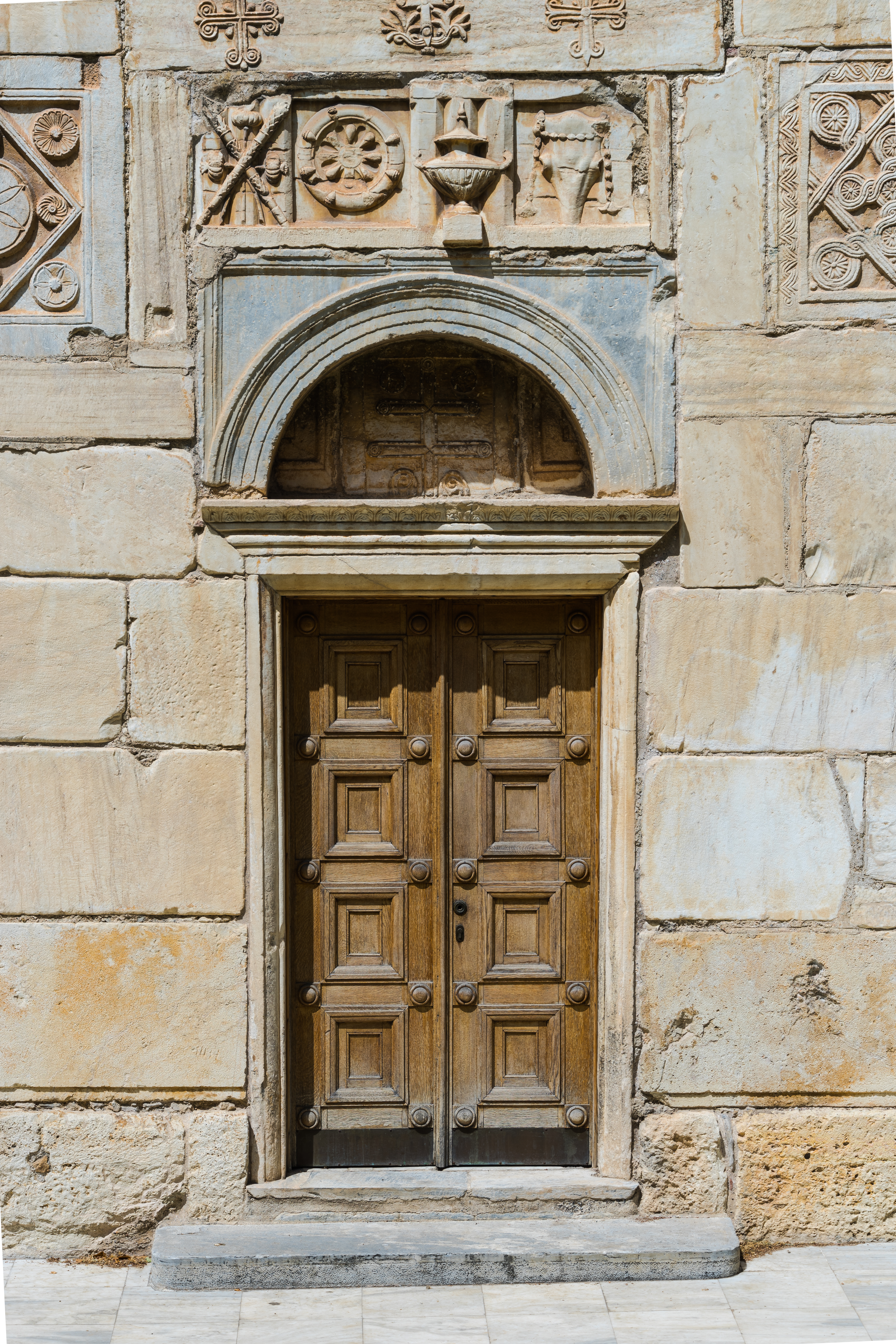
Porta bizantina da Pequena Metrópole (Atenas, Grécia)
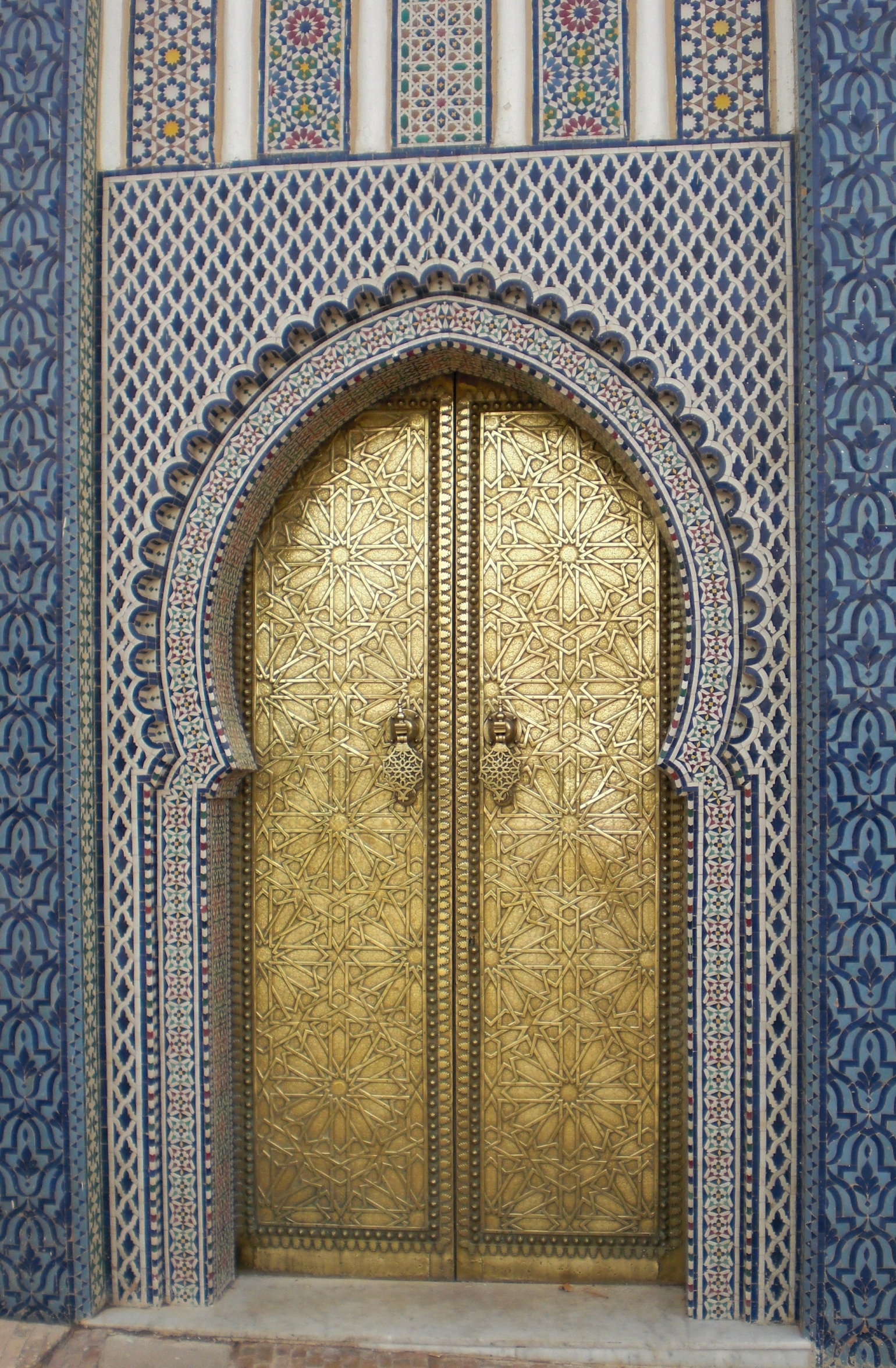
Porta islâmica decorada com padrões geométricos em Marrocos
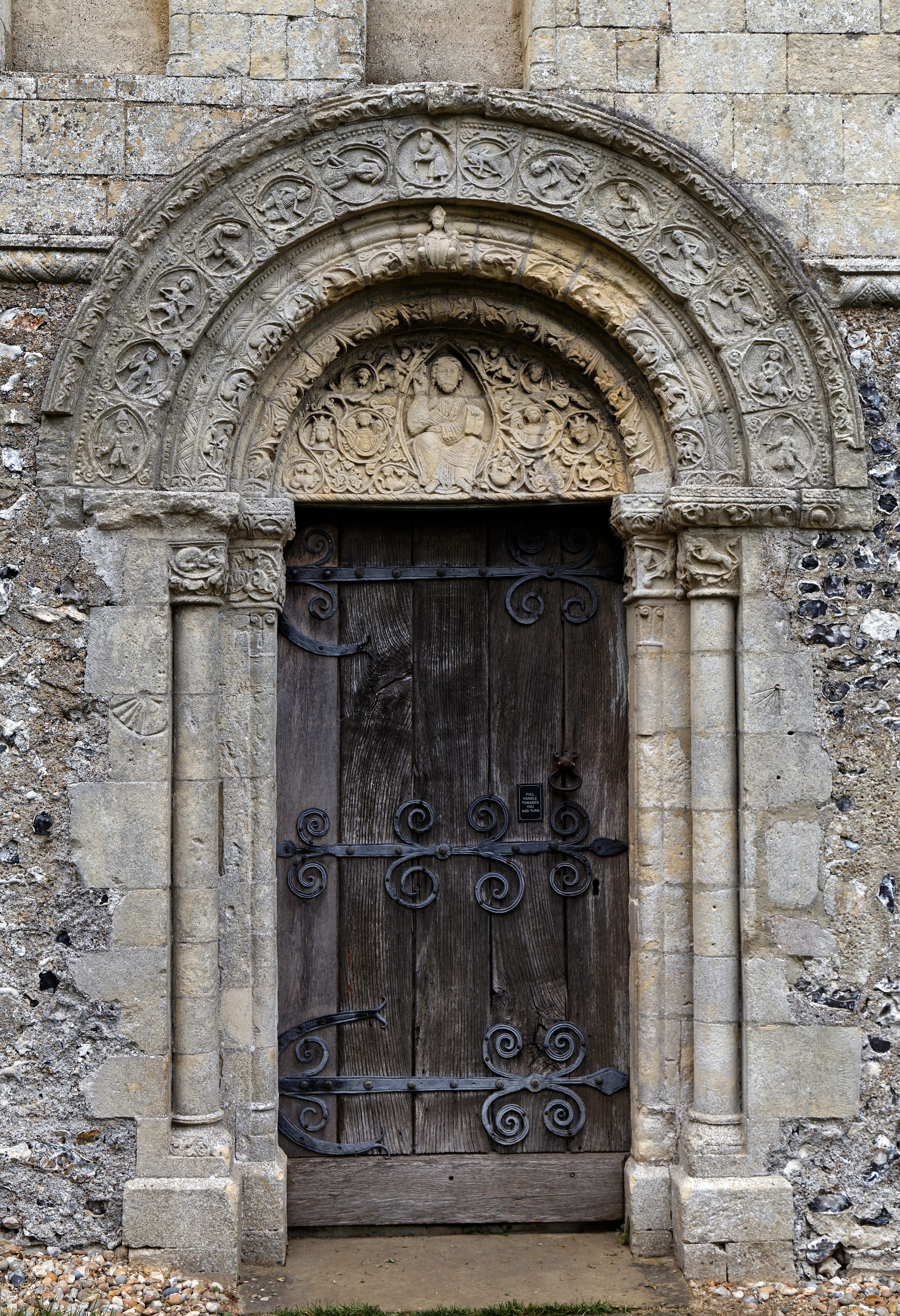
Porta românica da Igreja de São Nicolau em Barfrestone (Kent, Inglaterra)
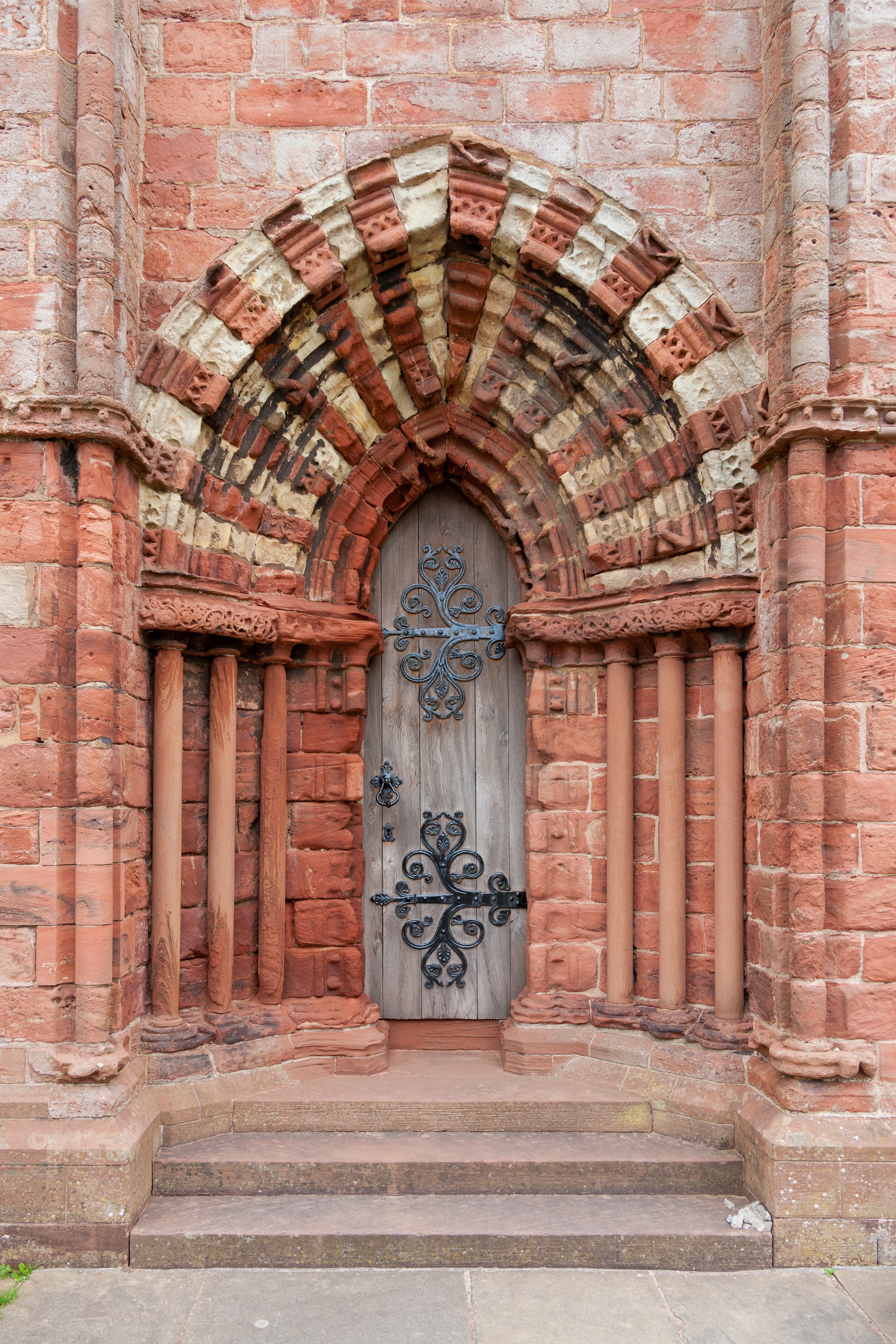
Porta gótica da Catedral de São Magnus (Kirkwall, Escócia)
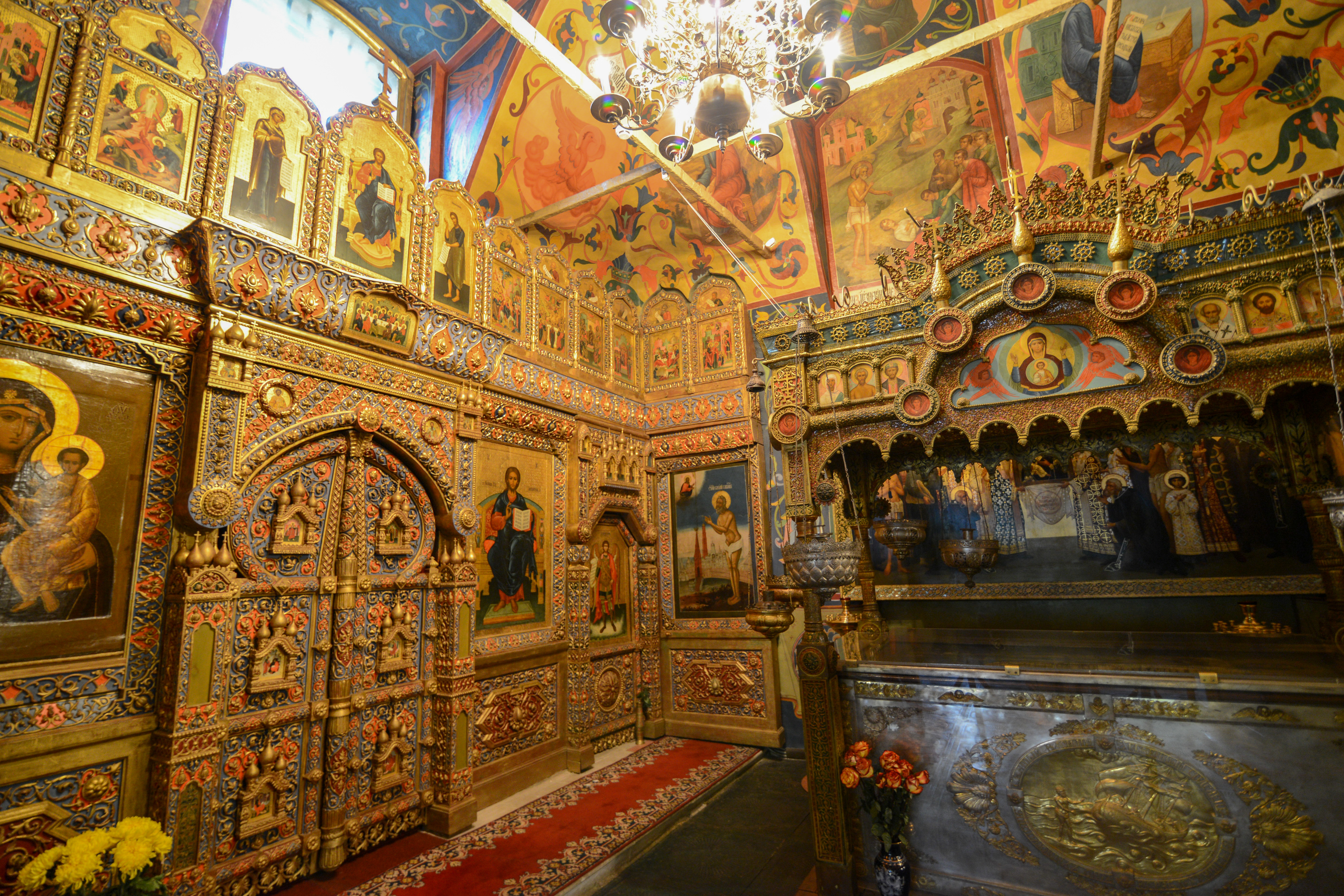
Porta russa na Catedral de São Basílio (Moscou)
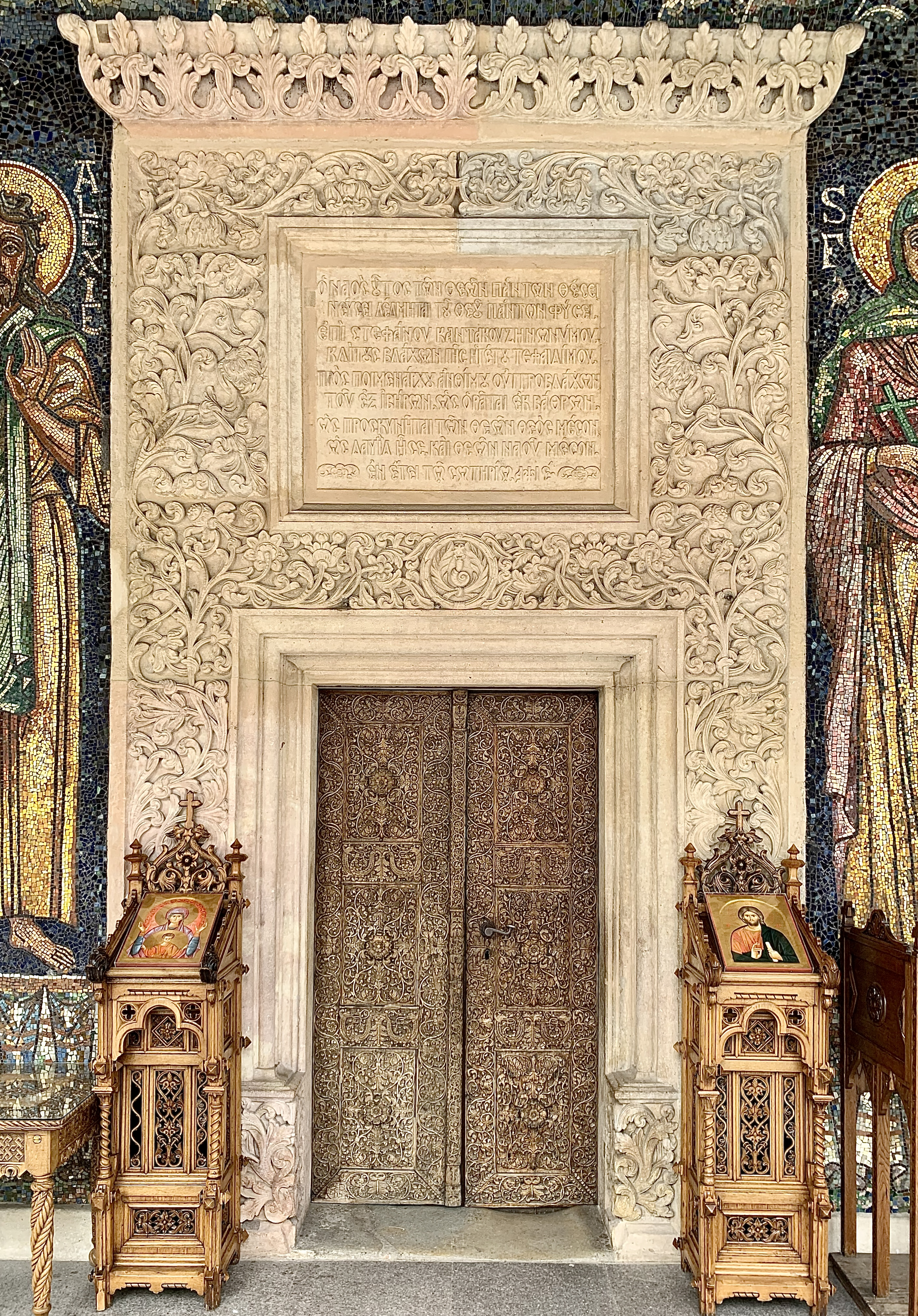
Porta em estilo Brâncovenesc do Mosteiro Antim (Bucareste, Romênia), com uma pisanie acima dela
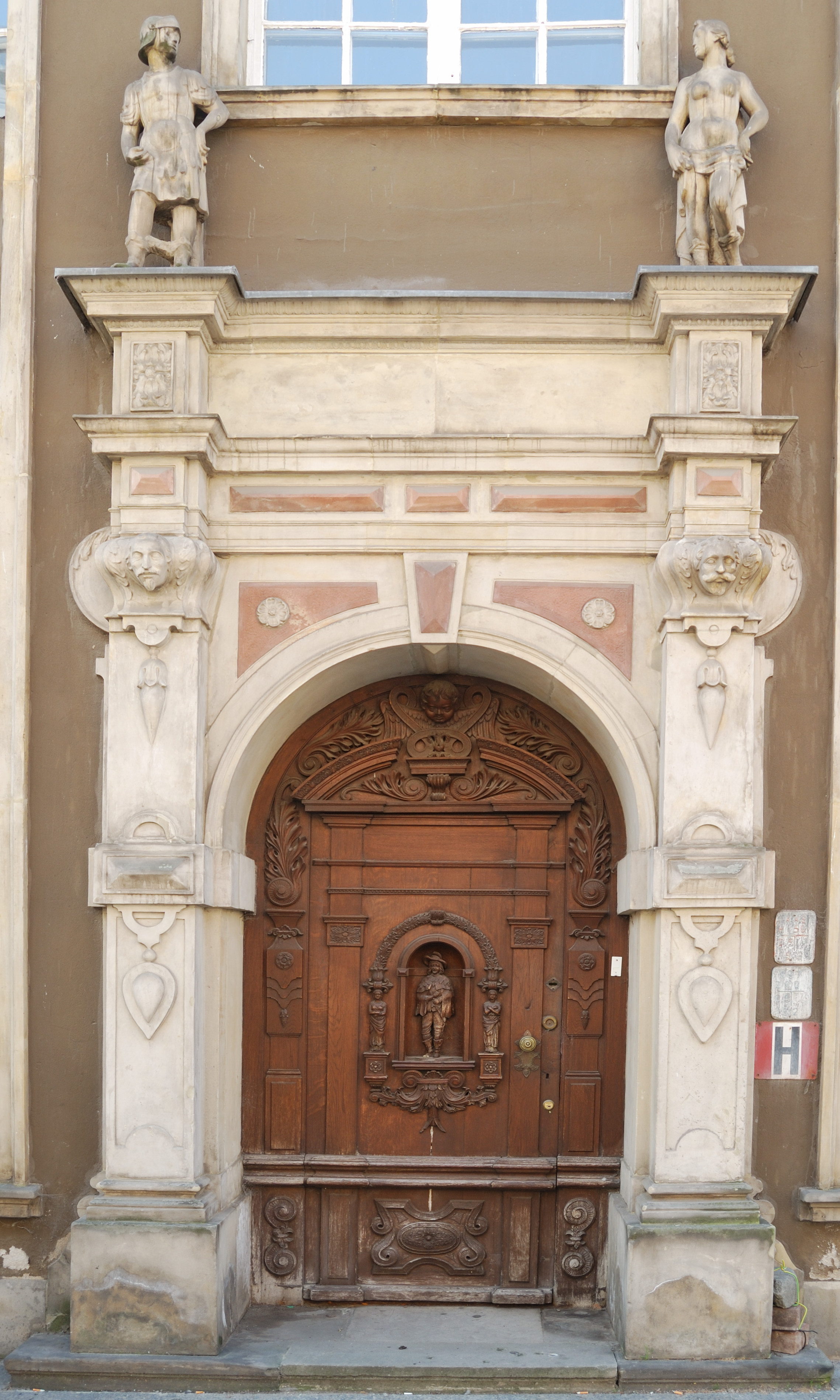
Porta renascentista em Gdańsk (Polônia)
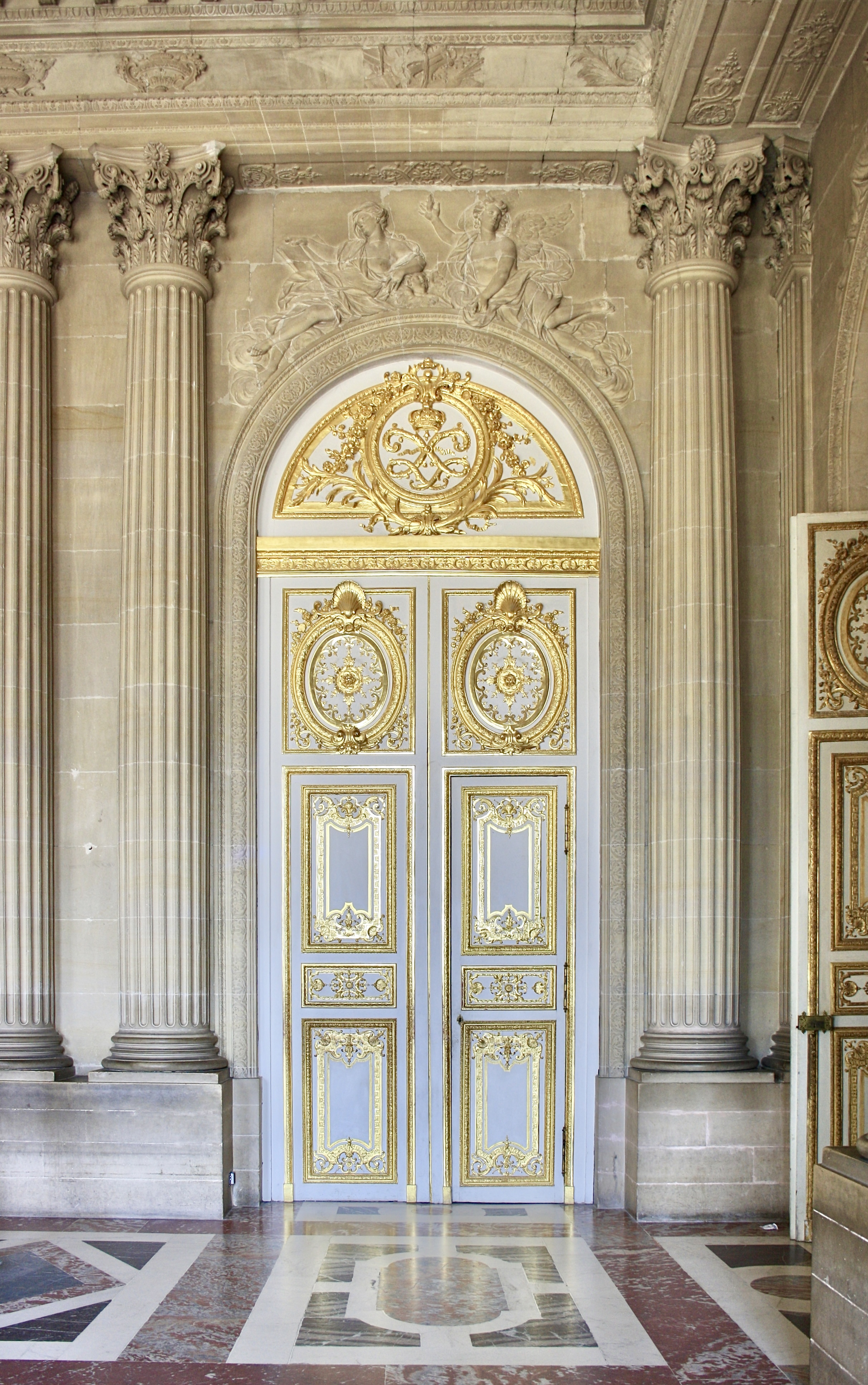
Porta Barroca no Palácio de Versalhes (Versalhes, França)
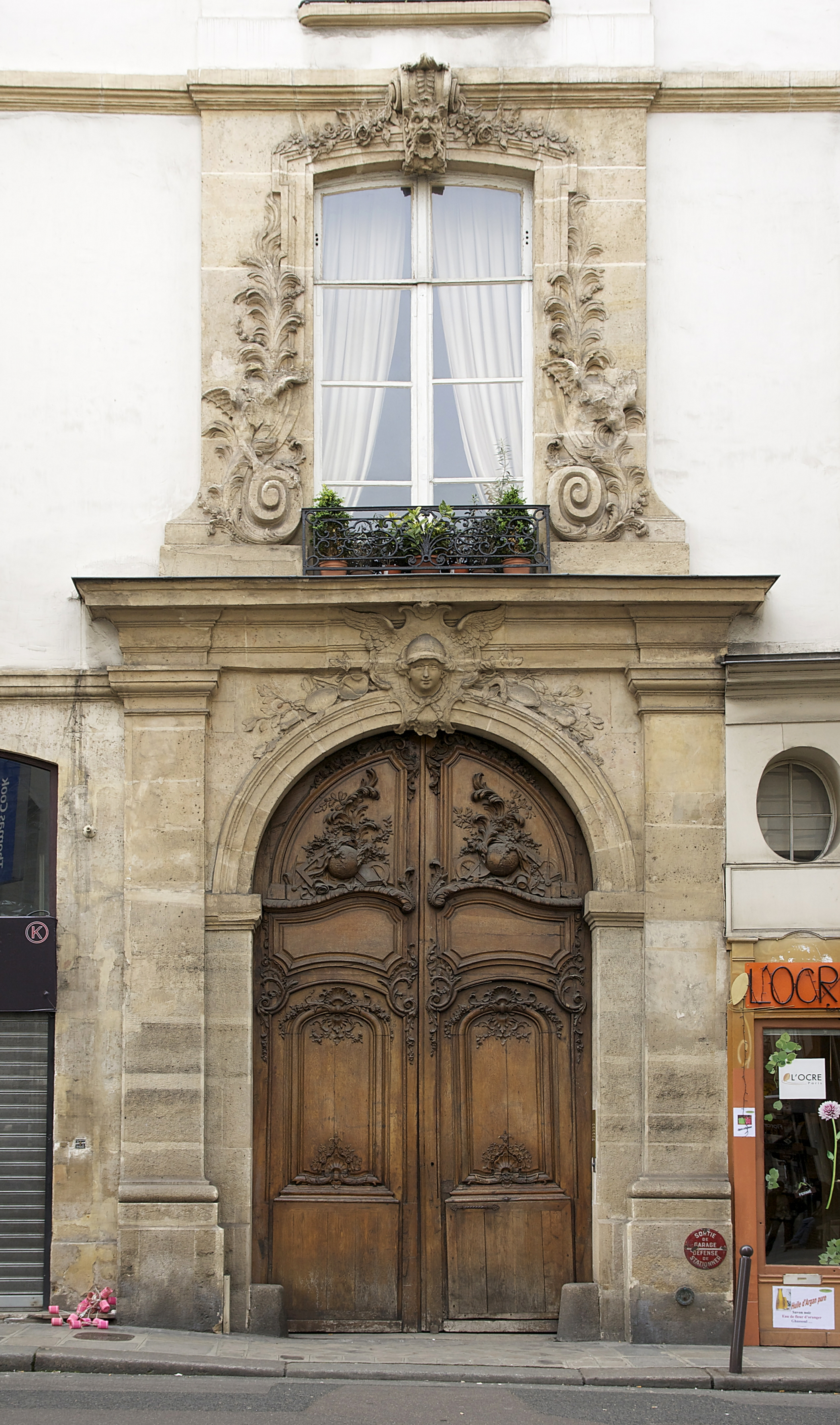
Porta rococó na Rue Monsieur-le-Prince (Paris)
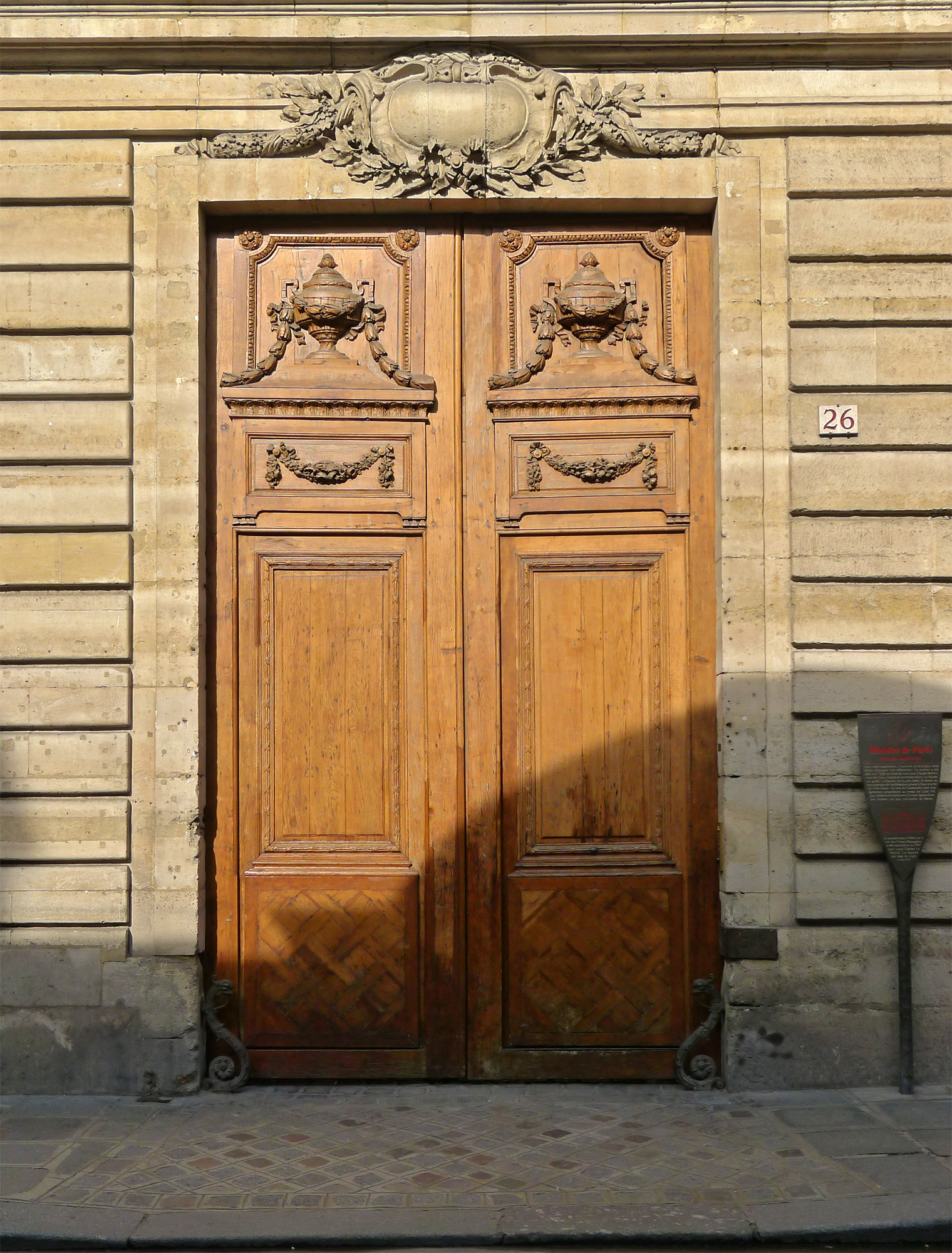
Porta estilo Luís XVI do Hôtel Mortier de Sandreville, na Rue des Francs-Bourgeois (Paris)
Porta dupla pintada neoclássica, década de 1790, por  , no Museu de Arte de Cleveland (EUA)
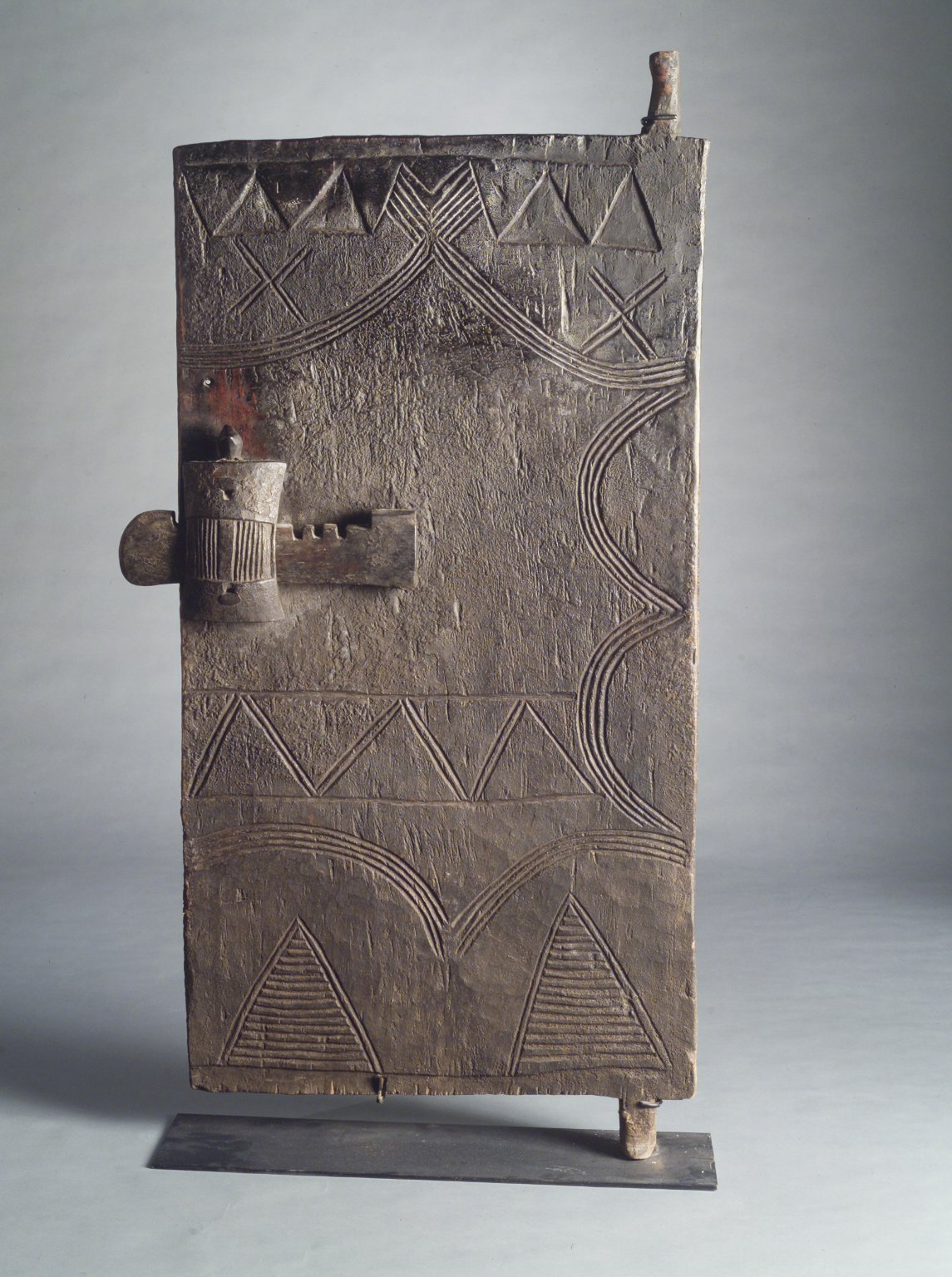
Porta africana com fechadura, final do século XIX ou início do século XX, madeira com ferro, de Burkina Faso, no Museu do Brooklyn (Cidade de Nova York)
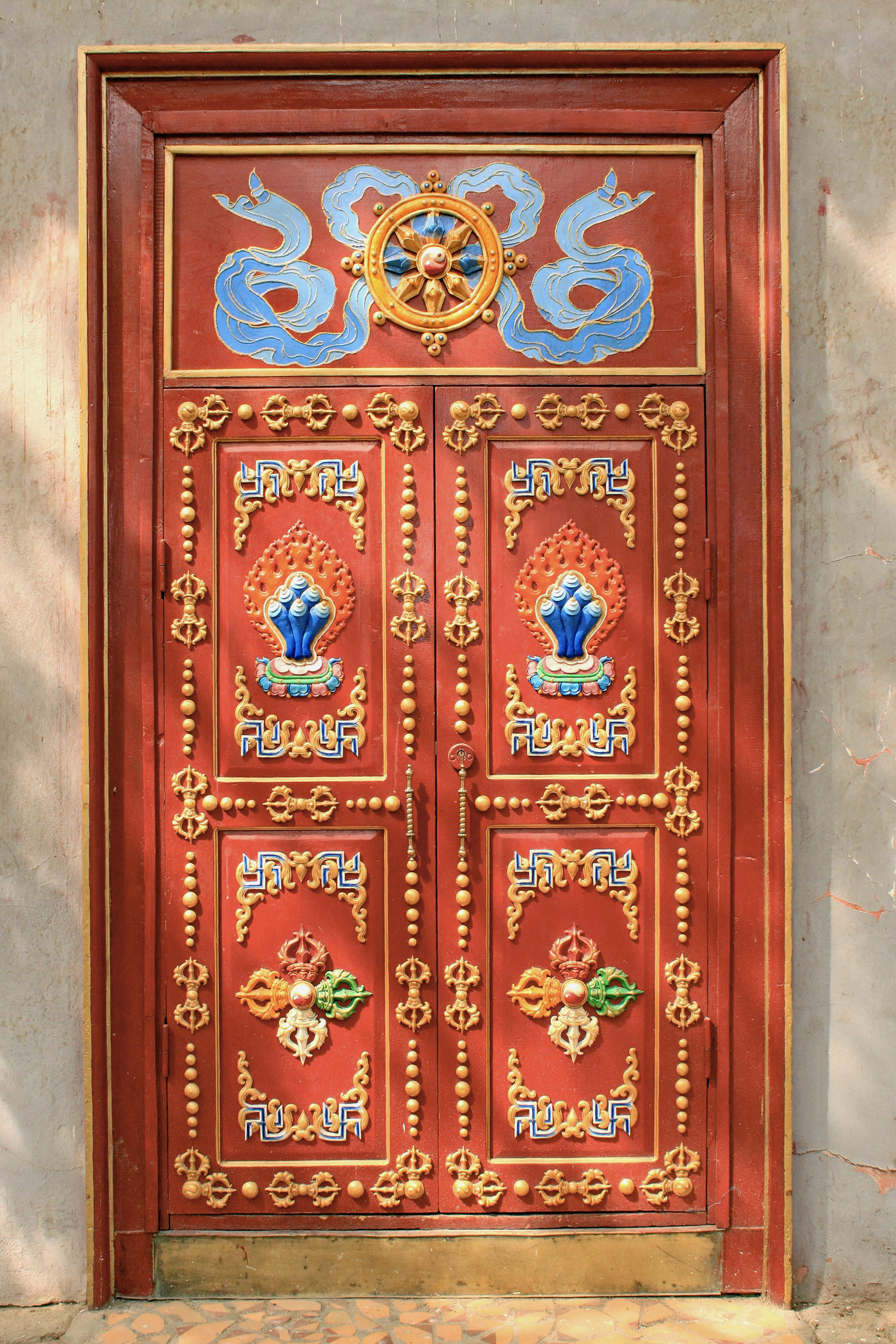
Uma porta decorada do Mosteiro Gandantegchinlen (Mongólia)
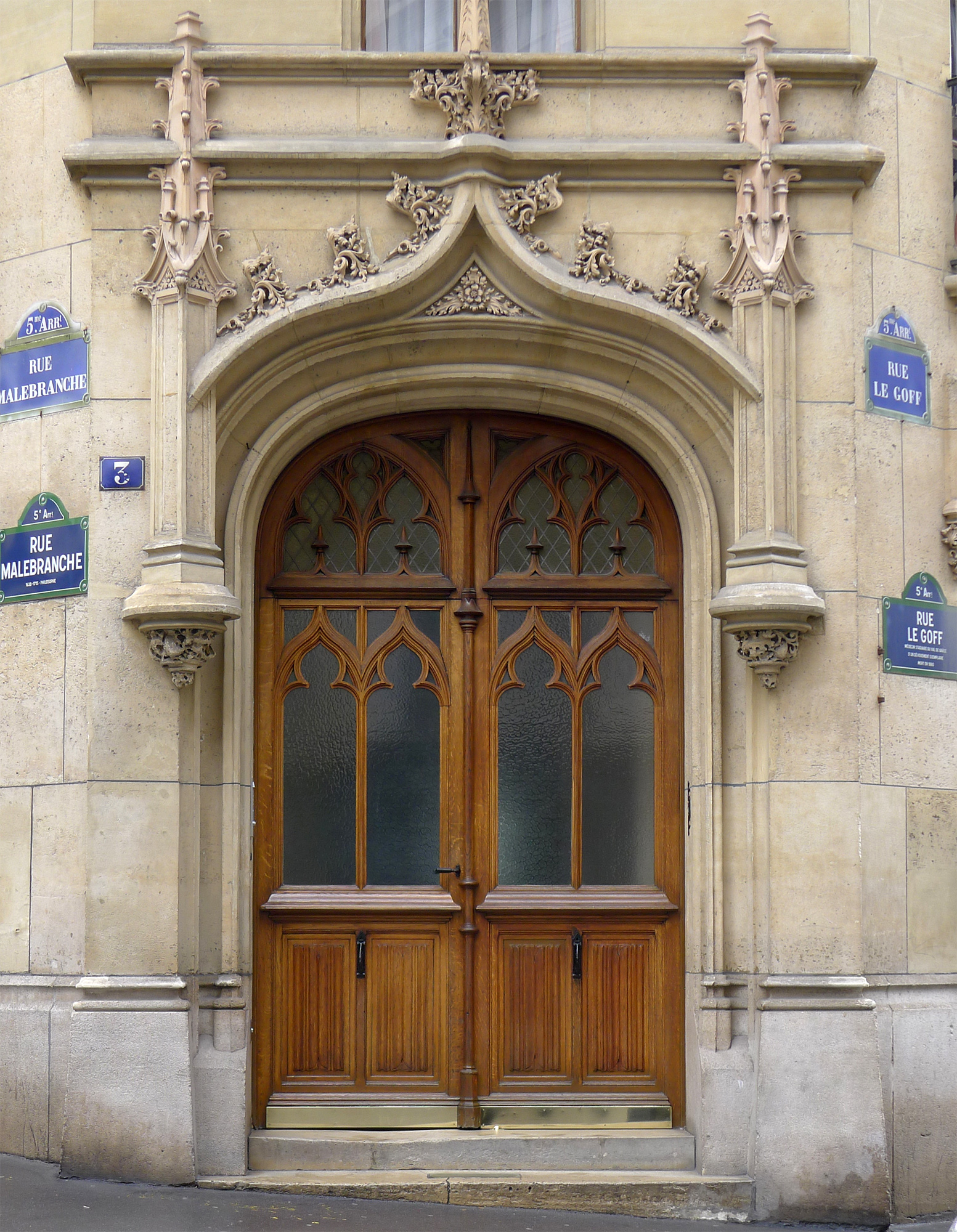
Porta neogótica na Rue Malebranche (Paris)
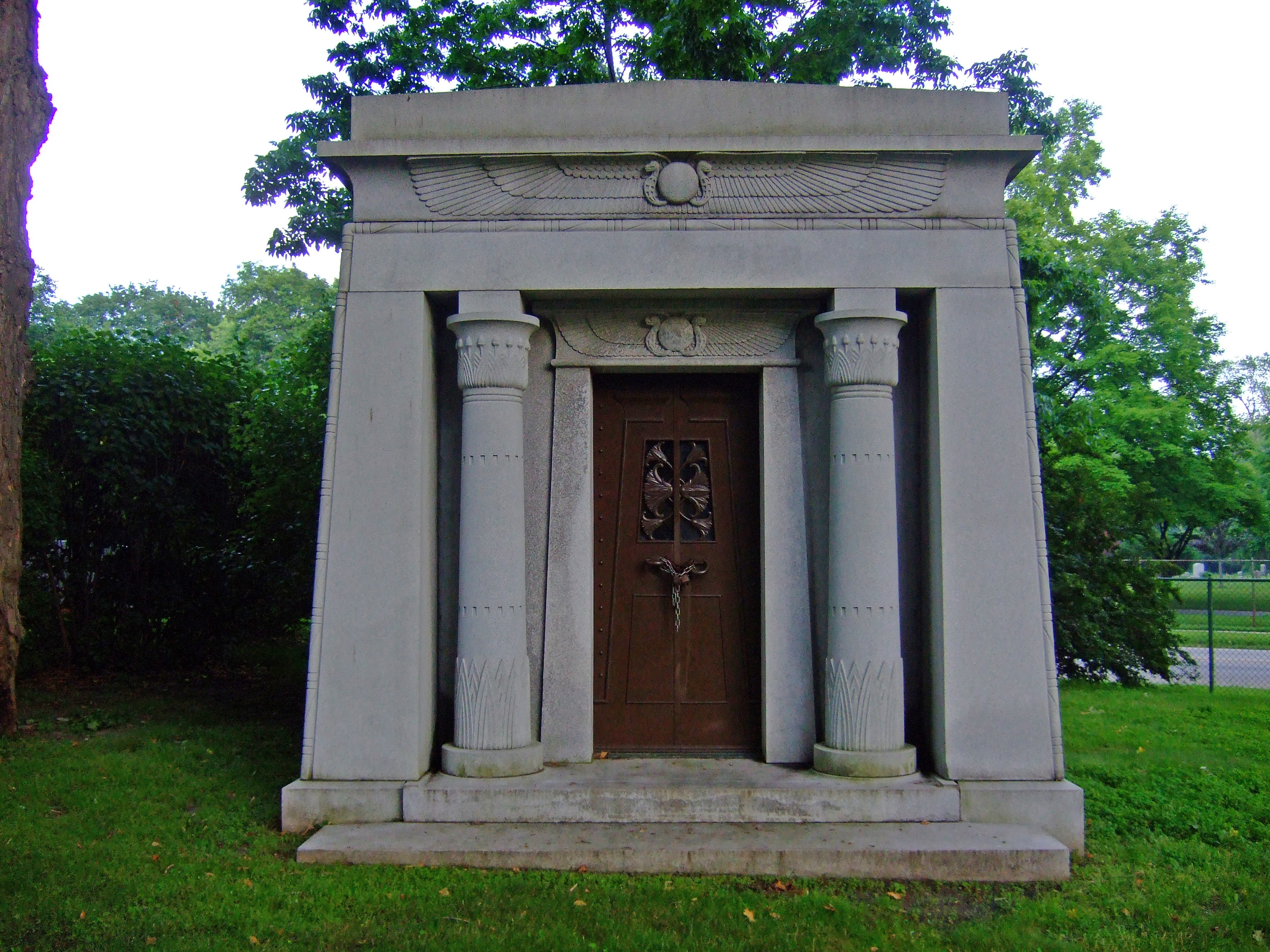
Porta revival egípcio de um mausoléu no Cemitério Forest Home (Wisconsin, EUA)
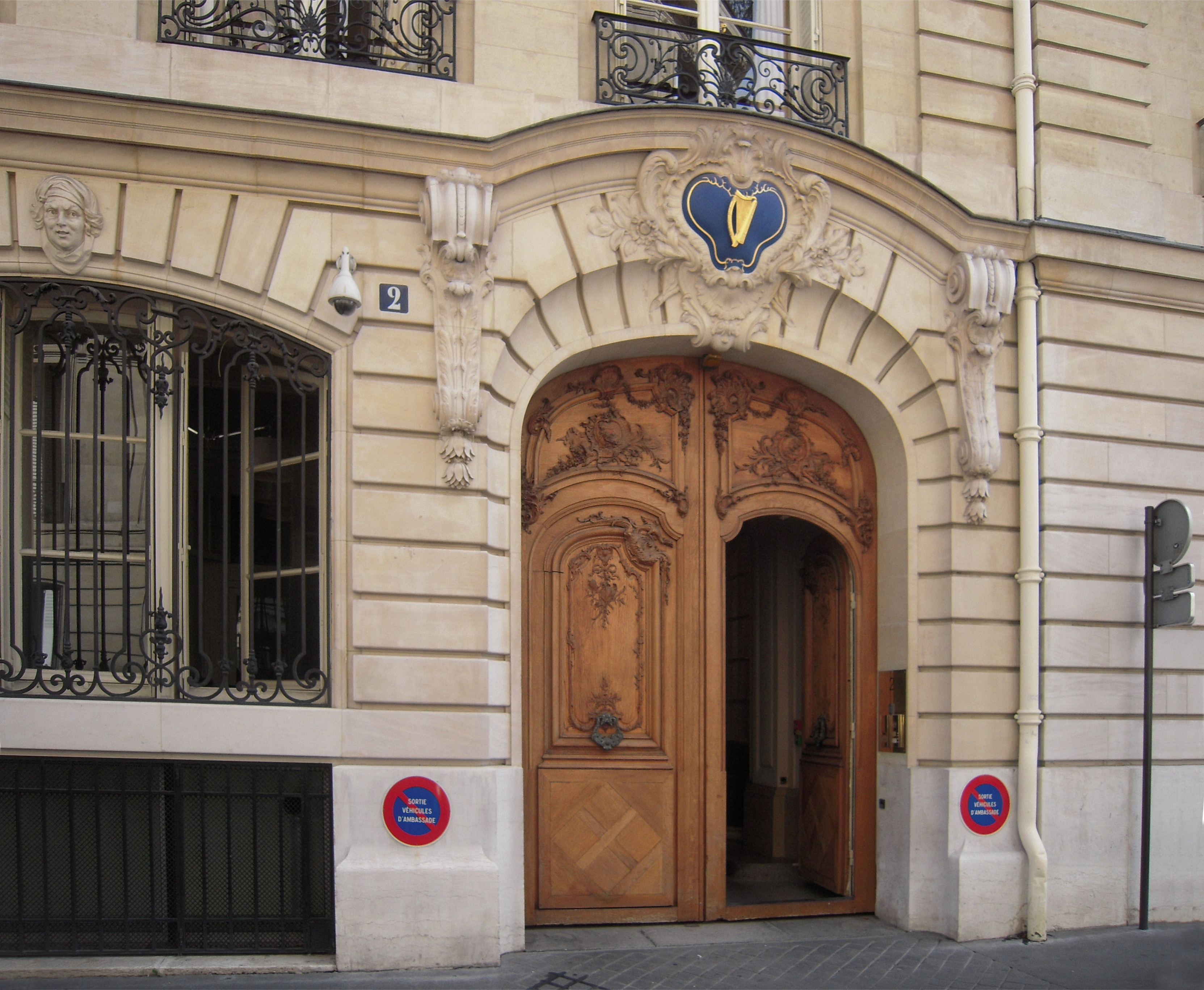
Porta Revival rococó do Hôtel de Breteuil (Paris)
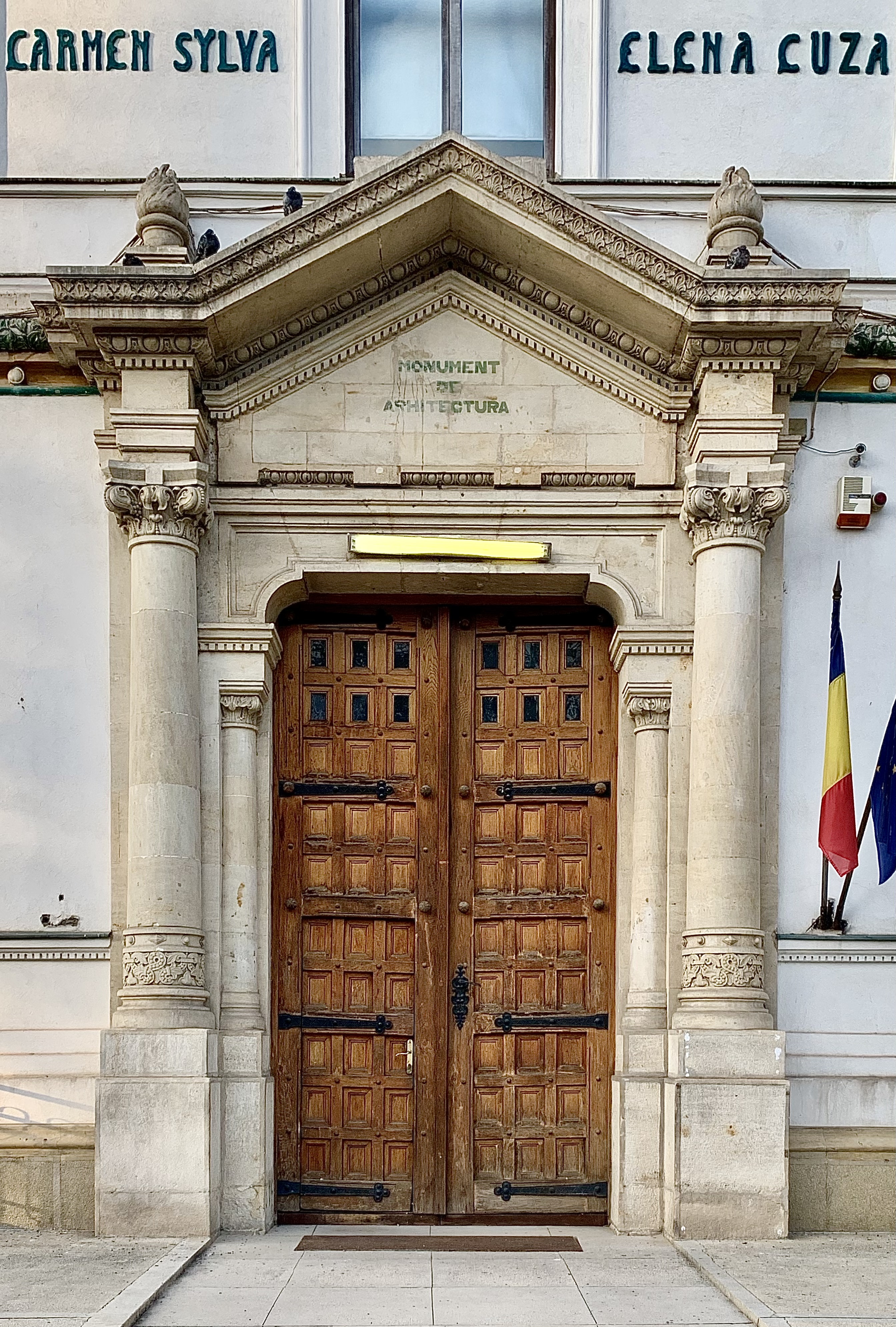
Porta revival romena do Colégio Nacional Școala Centrală na Strada Icoanei (Bucareste)
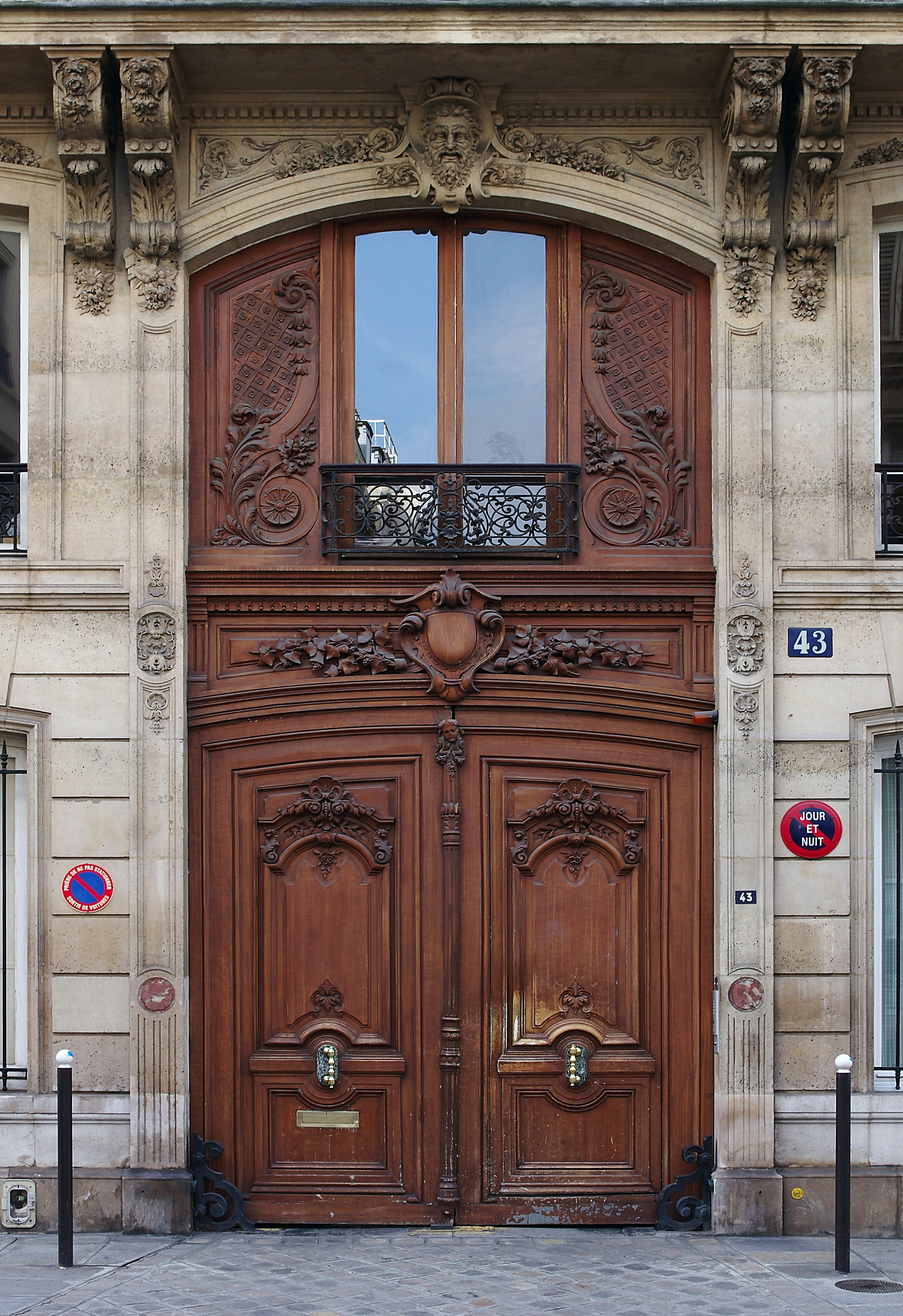
Porta classicista eclética do século XIX na Rue La Bruyère (Paris)
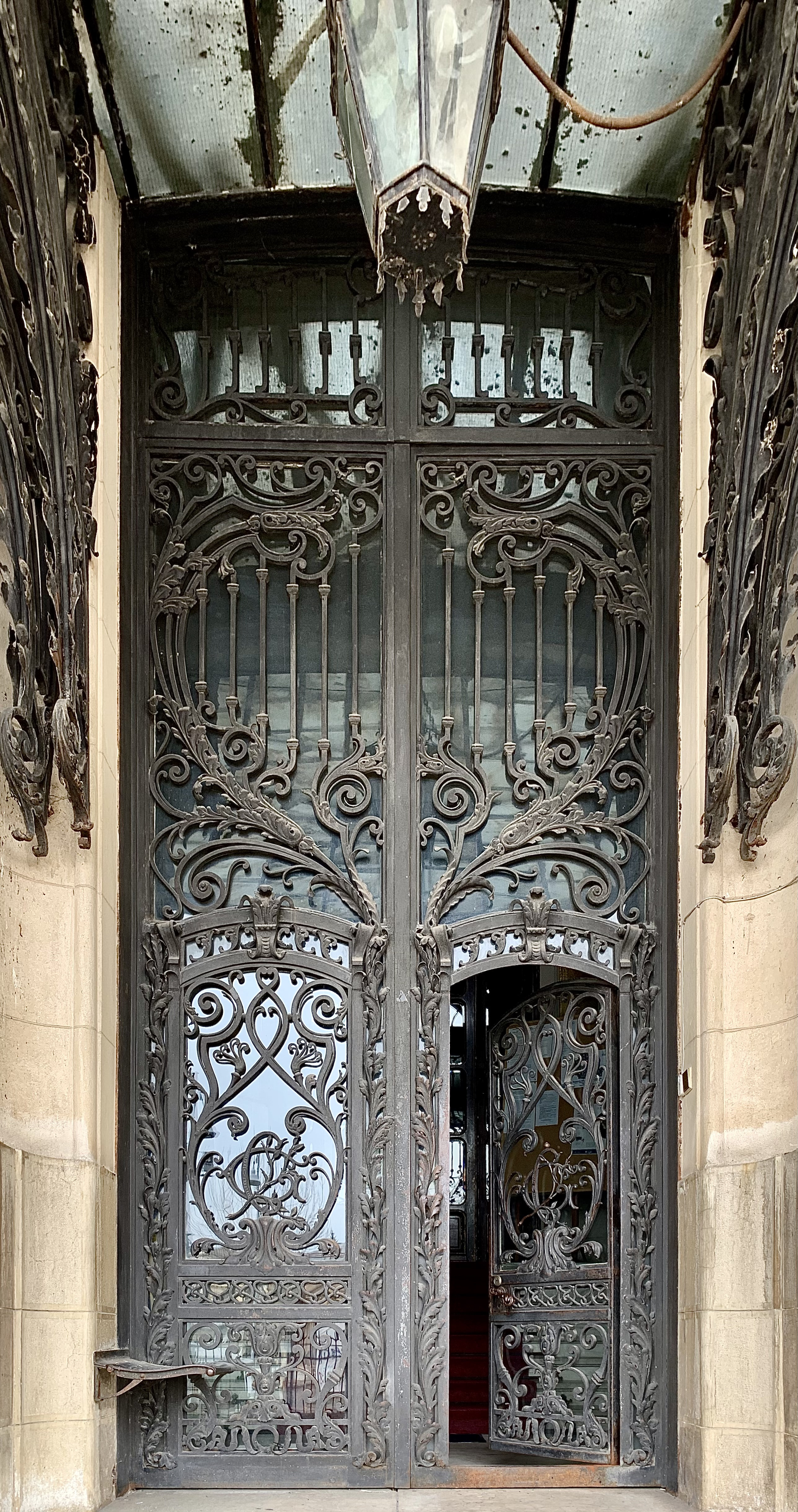
Porta Beaux-Arts do Palácio Cantacuzino (Bucareste)
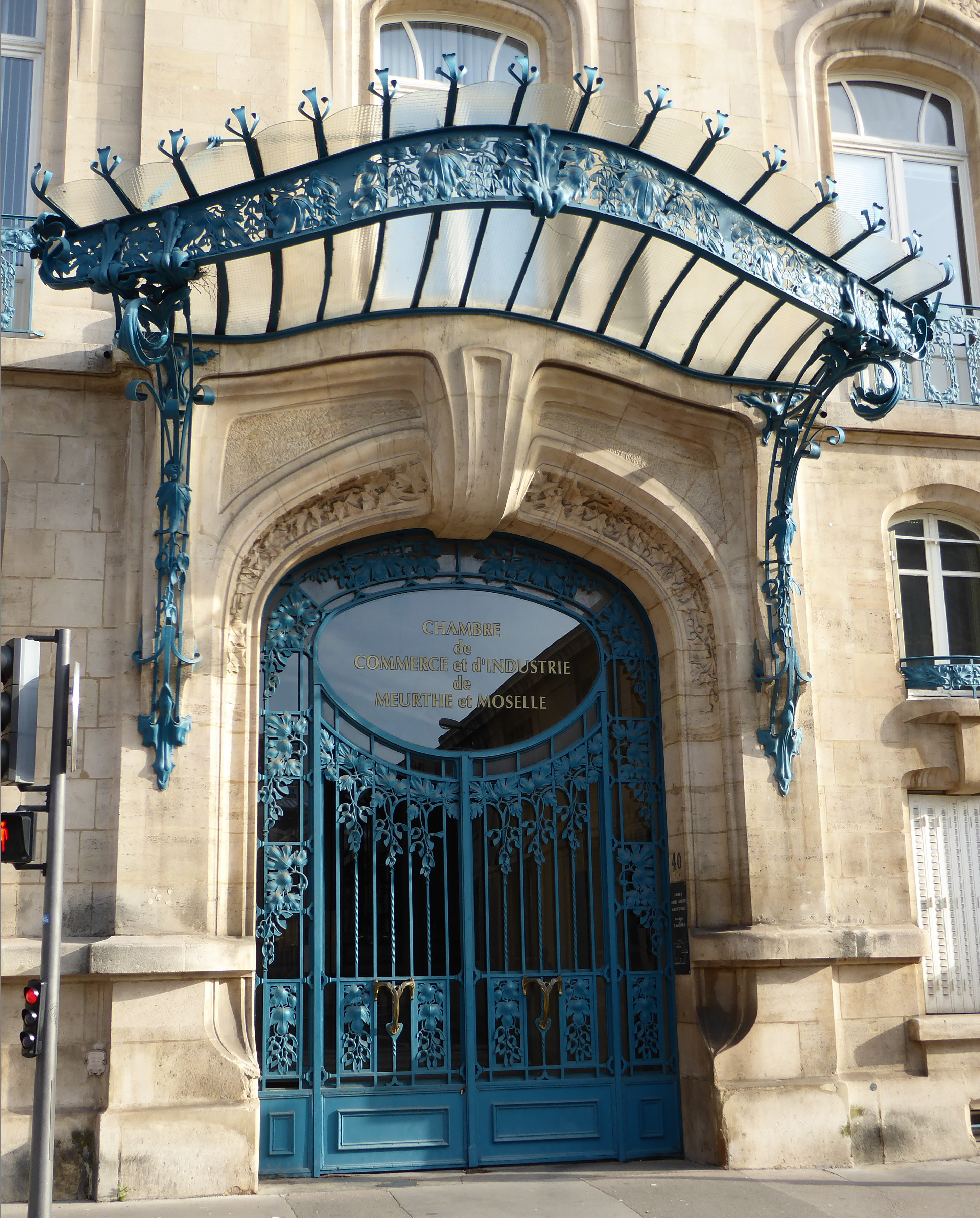
Porta Art Nouveau de metal e vidro em Nancy (França), com uma grande marquise transparente acima
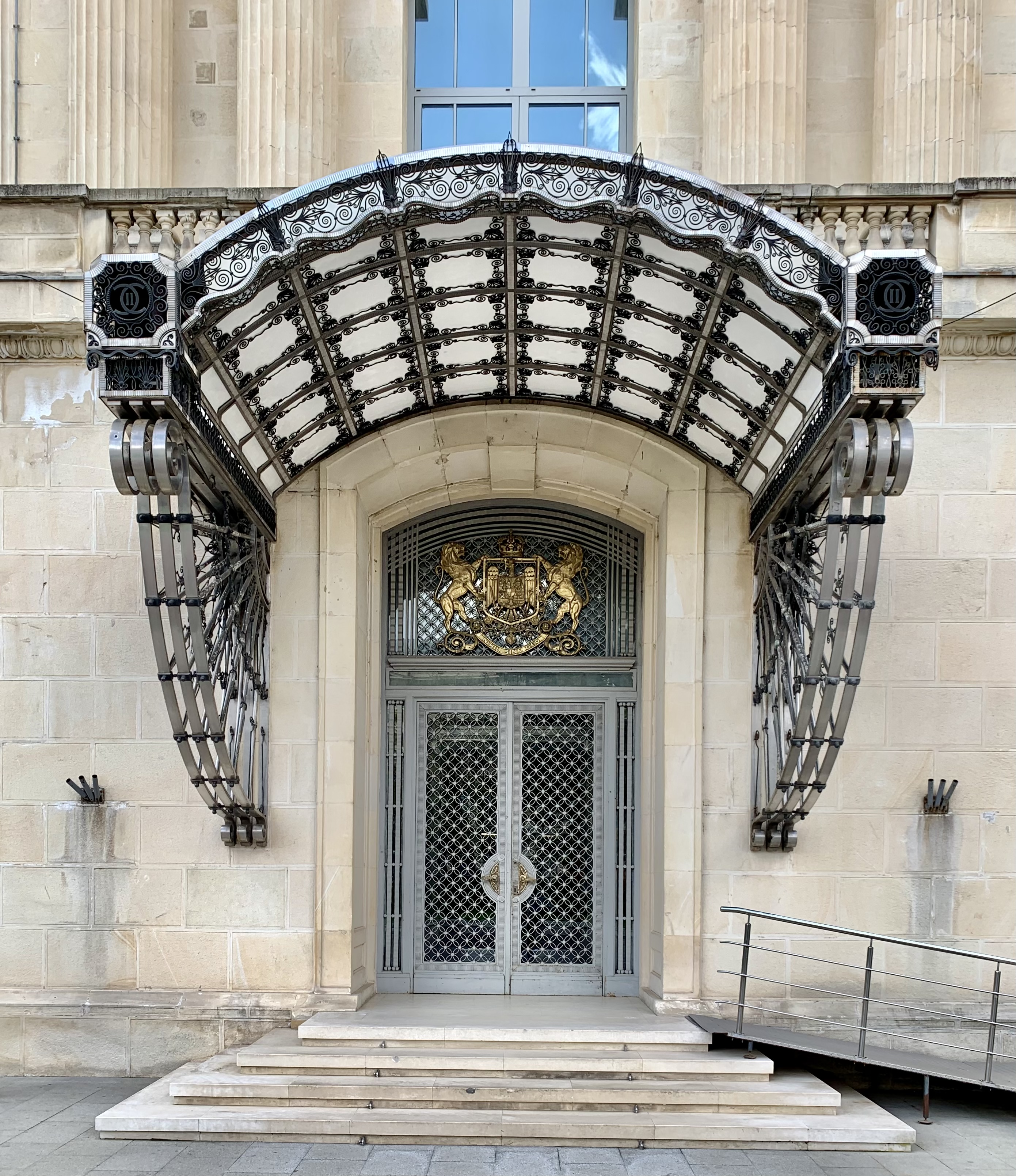
Porta classicista despojada do Palácio Real de Bucareste, agora o Museu Nacional de Arte da Romênia
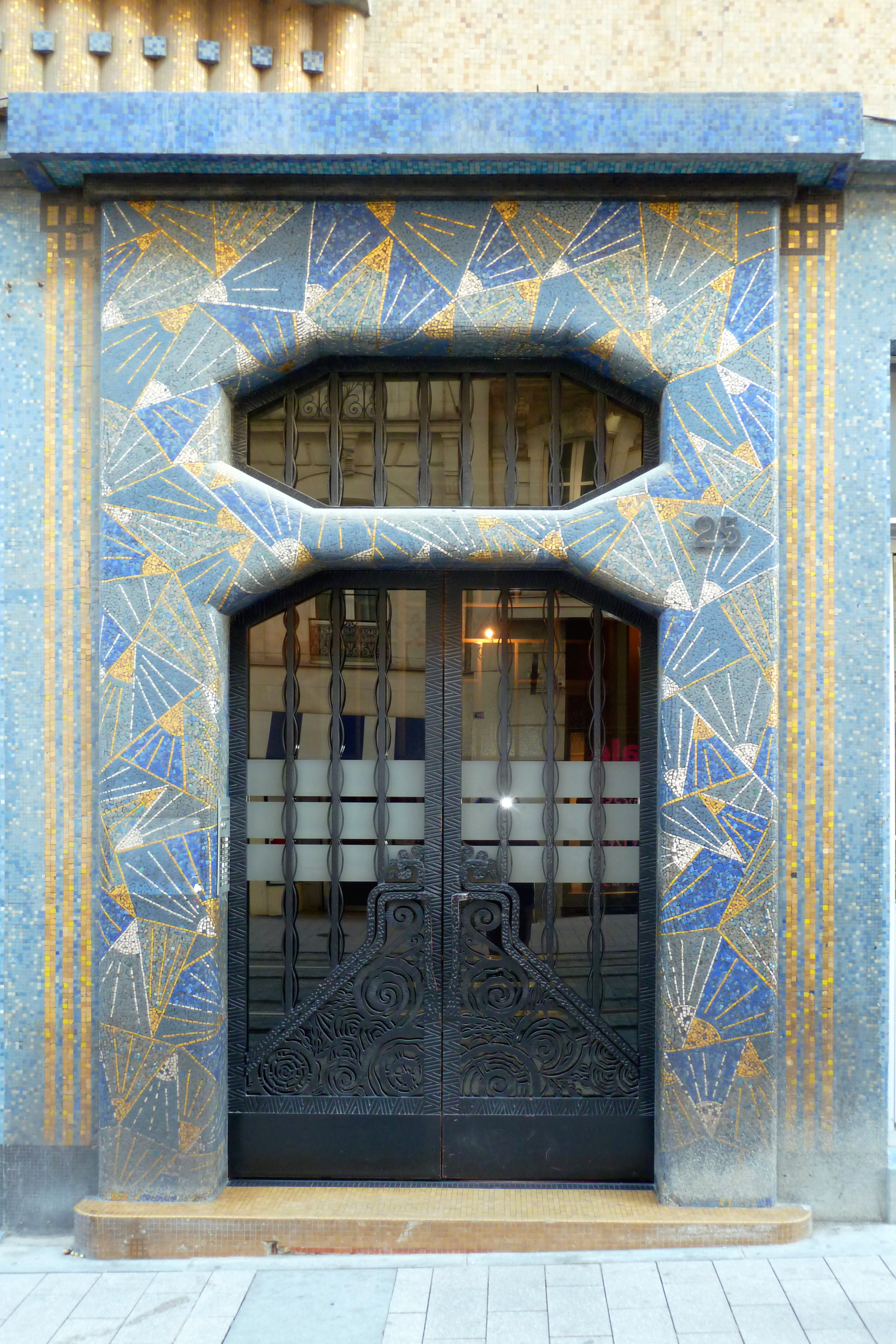
Porta Art Déco em Angers (França)
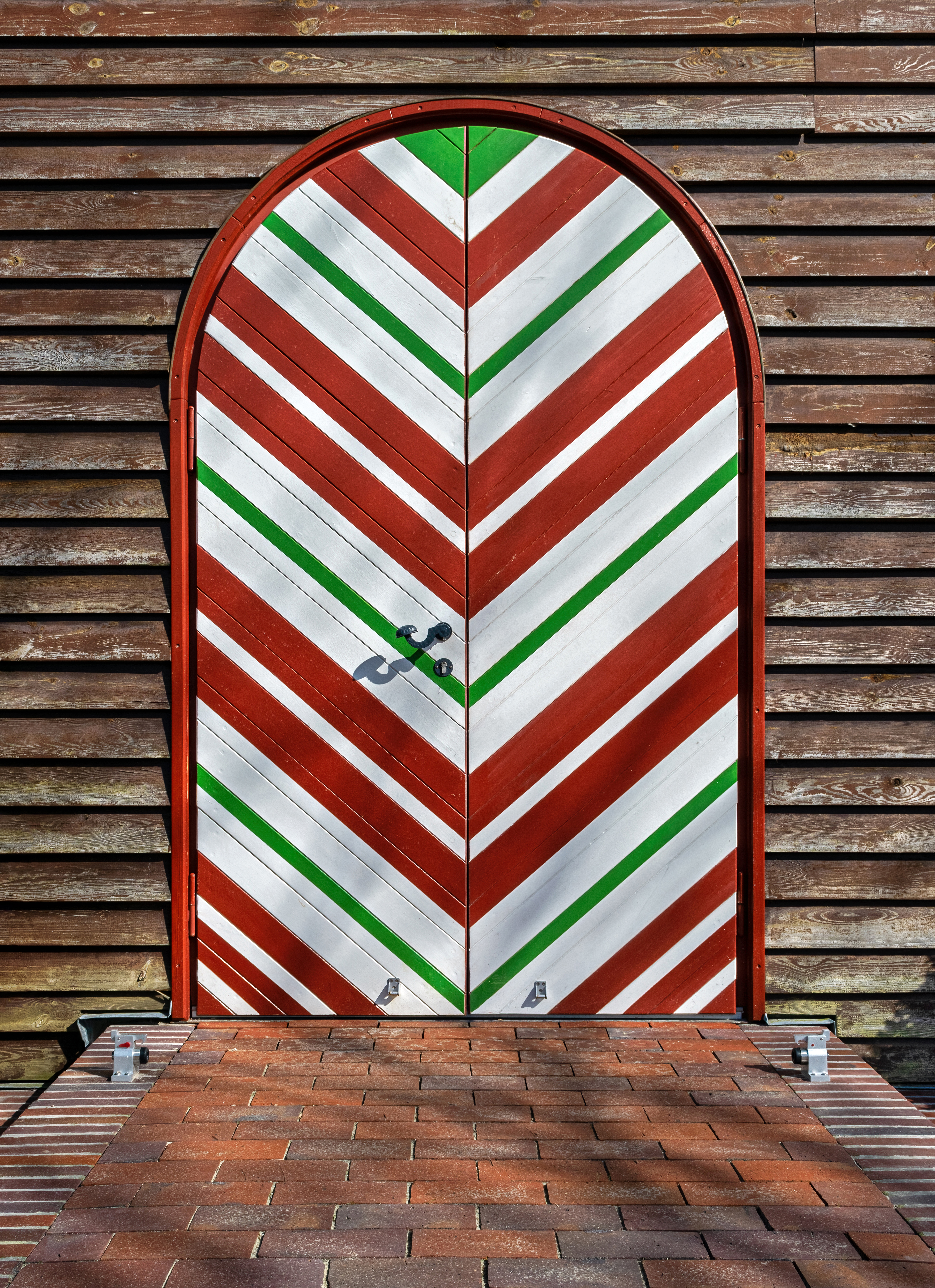
Porta de igreja de madeira em Born auf dem Darß (Alemanha)

## Mecanismos incomuns

Evolution door, ou "porta da evolução"

Existe uma porta inventada pelo artista austríaco Klemens Torggler batizada por "Evolution Door", a mesma possui um design elegante e a capacidade de se dobrar como um origami utilizando seu próprio peso, não necessitando de mais de dois leves toques para possibilitar a circulação de pessoas. Segundo o inventor, não há perigos em utilizar esta porta.